# Saint-Méard-de-Gurçon
Pour les articles homonymes, voir Saint-Méard (homonymie).
Saint-Méard-de-Gurçon est une commune française située dans le département de la Dordogne, en région Nouvelle-Aquitaine.

## Géographie

### Généralités
La commune de Saint-Méard-de-Gurçon est située à équidistance de Montpon-Ménestérol au nord, et de Sainte-Foy-la-Grande au sud. Son territoire est arrosé par cinq cours d'eau : la Lidoire, l'Estrop, le Tord, la Léchou et la Gargouille,.

### Communes limitrophes
Saint-Méard-de-Gurçon est limitrophe de neuf autres communes.
| Saint-Martin-de-Gurson, Carsac-de-Gurson | Saint-Rémy                  | Saint-Géraud-de-Corps       |
| Montazeau                                | Saint-Méard-de-Gurçon       | Monfaucon                   |
|                                          | Nastringues — Fougueyrolles | Port-Sainte-Foy-et-Ponchapt |

### Géologie et relief

#### Géologie
Situé sur la plaque nord du Bassin aquitain et bordé à son extrémité nord-est par une frange du Massif central, le département de la Dordogne présente une grande diversité géologique. Les terrains sont disposés en profondeur en strates régulières, témoins d'une sédimentation sur cette ancienne plate-forme marine. Le département peut ainsi être découpé sur le plan géologique en quatre gradins différenciés selon leur âge géologique. Saint-Méard-de-Gurçon est située dans le quatrième gradin à partir du nord-est, un plateau formé de dépôts siliceux-gréseux et de calcaires lacustres de l'ère tertiaire.
Les couches affleurantes sur le territoire communal sont constituées de formations superficielles du Quaternaire et de roches sédimentaires datant du Cénozoïque. La formation la plus ancienne, notée e5-6, est la formation de Guizengeard supérieur (Lutétien supérieur à Bartonien supérieur continental). La formation la plus récente, notée CF, fait partie des formations superficielles de type colluvions indifférenciées sablo-argileuses et argilo-sableuses. Le descriptif de ces couches est détaillé dans  la feuille « no 805 - Sainte-Foy-la-Grande » de la carte géologique au 1/50 000 de la France métropolitaine, et sa notice associée.

Carte géologique de Saint-Méard-de-Gurçon.

#### Relief et paysages

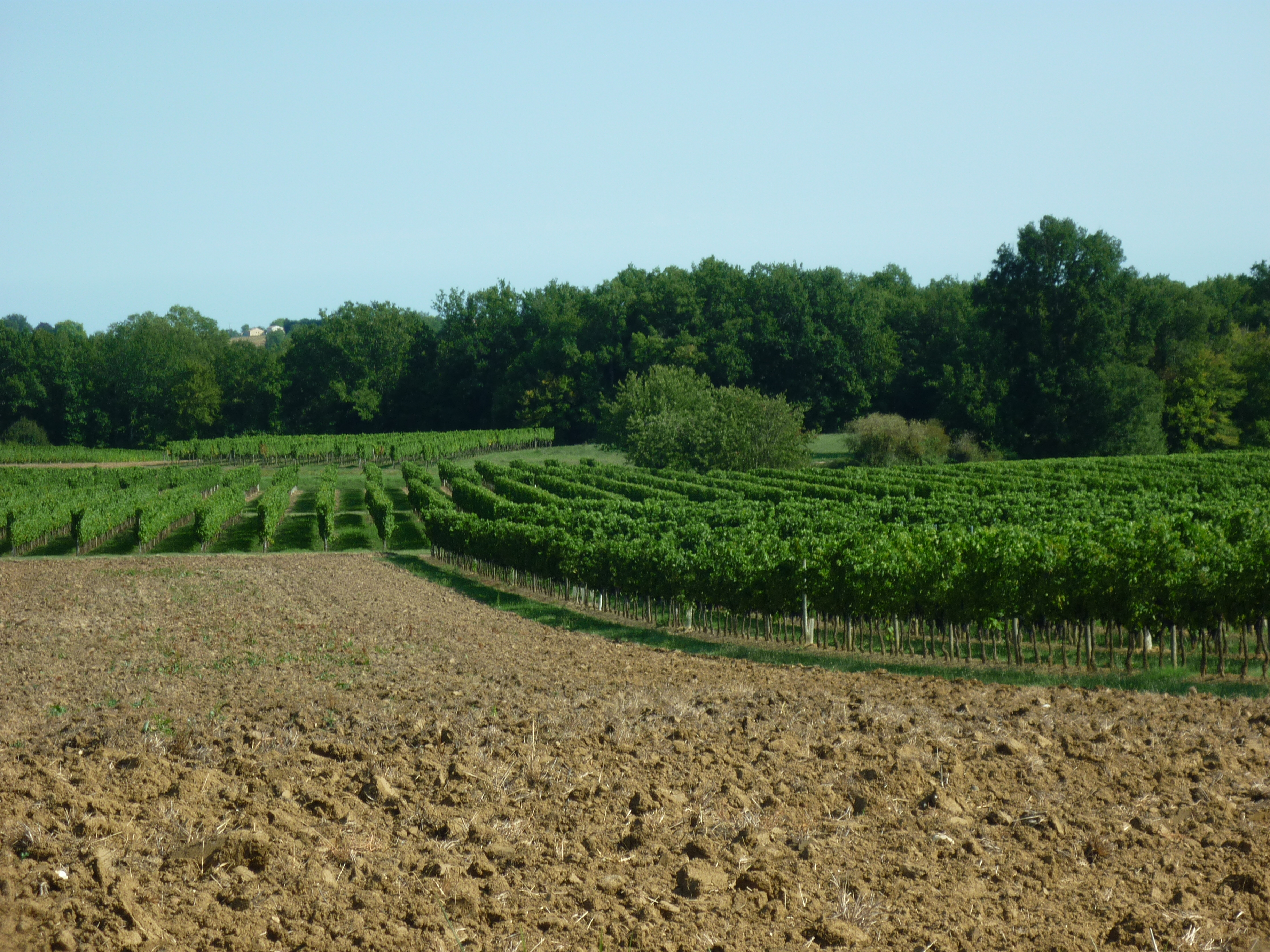
Vignes à Saint-Méard-de-Gurçon.

Le département de la Dordogne se présente comme un vaste plateau incliné du nord-est (491 m, à la forêt de Vieillecour dans le Nontronnais, à Saint-Pierre-de-Frugie) au sud-ouest (2 m à Lamothe-Montravel). L'altitude du territoire communal varie quant à elle entre 28 mètres et 116 mètres,.
Dans le cadre de la Convention européenne du paysage entrée en vigueur en France le 1er juillet 2006, renforcée par la loi du 8 août 2016 pour la reconquête de la biodiversité, de la nature et des paysages, un atlas des paysages de la Dordogne a été élaboré sous maîtrise d’ouvrage de l’État et publié en octobre 2020. Les paysages du département s'organisent en huit unités paysagères,. La commune fait partie du Landais, au sein de l'unité de paysage « La Double et le Landais », deux plateaux ondulés, dont la pente générale descend de l'est vers l'ouest. À l'est, les altitudes atteignent ainsi les 200 m pour les plus élevées (206 m au sud de Vallereuil). Vers l'ouest, le relief s’adoucit et les altitudes maximales culminent autour des 100 mètres. Les paysages sont forestiers aux horizons limités, avec peu de repères, ponctués de clairières agricoles habitées.
La superficie cadastrale de la commune publiée par l'Insee, qui sert de référence dans toutes les statistiques, est de 28,38 km2,,. La superficie géographique, issue de la BD Topo, composante du Référentiel à grande échelle produit par l'IGN, est quant à elle de 28,63 km2.

### Hydrographie

#### Réseau hydrographique
La commune est située dans le bassin de la Dordogne au sein du Bassin Adour-Garonne. Elle est drainée par la Lidoire, l'Estrop, la Léchou, la Boucardia, la Gargouille, le Tord et par divers petits cours d'eau, qui constituent un réseau hydrographique de 38 km de longueur totale,.
La Lidoire, d'une longueur totale de 49,46 km, prend sa source dans la commune de Bosset et se jette en rive droite de la Dordogne en limite de Castillon-la-Bataille et Lamothe-Montravel, face à Mouliets-et-Villemartin,. Elle arrose la commune au nord sur plus de onze kilomètres, dont plus de neuf et demi servent de limite naturelle, face à Saint-Géraud-de-Corps, Saint-Rémy, Saint-Martin-de-Gurson et Carsac-de-Gurson.
Affluent de rive gauche de la Lidoire, la Léchou traverse le territoire communal de l'est au nord sur plus de six kilomètres dont 500 mètres en limite de Monfaucon.
Son affluent de rive gauche la Gargouille arrose le centre de la commune sur trois kilomètres.
Autres affluents de rive gauche de la Lidoire, la Boucardia baigne le nord-est de la commune sur près d'un kilomètres dont 300 mètres en limite de Monfaucon, et le Tord — à ne pas confondre avec le cours d'eau homonyme affluent de rive droite de la Lidoire — marque la limite territoriale à l'ouest sur quatre kilomètres, face à Montazeau.
L'Estrop, d'une longueur totale de 17,8 km, prend sa source dans la commune de Port-Sainte-Foy-et-Ponchapt et se jette en rive droite de la Dordogne en limite de Saint-Antoine-de-Breuilh et de Saint-Seurin-de-Prats, face à Pessac-sur-Dordogne,. Il borde la commune au sud sur plus de trois kilomètres en trois tronçons, face à Fougueyrolles et Nastringues.

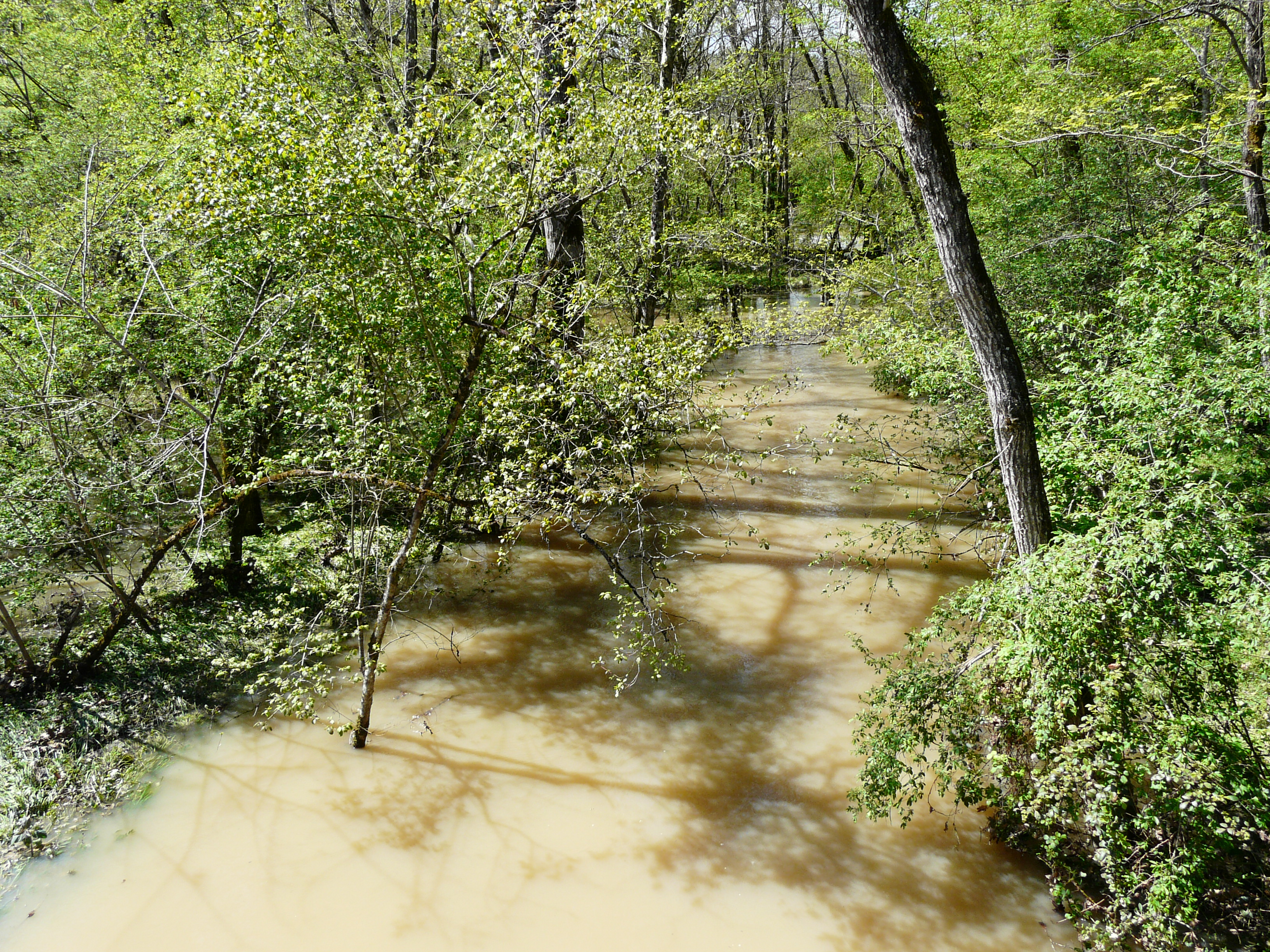
La Lidoire en crue en aval de la RD 708 en limite de Saint-Méard-de-Gurçon (à gauche) et Saint-Rémy.
Réseaux hydrographique et routier de Saint-Méard-de-Gurçon.

#### Gestion et qualité des eaux
Le territoire communal est couvert par le schéma d'aménagement et de gestion des eaux (SAGE) « Dordogne Atlantique ». Ce document de planification, dont le territoire correspond au sous‐bassin le plus aval du bassin versant de la Dordogne (aval de la confluence Dordogne - Vézère)., d'une superficie de 2 700 km2 est en cours d'élaboration. La structure porteuse de l'élaboration et de la mise en œuvre est l'établissement public territorial de bassin de la Dordogne (EPIDOR). Il définit sur son territoire les objectifs généraux d’utilisation, de mise en valeur et de protection quantitative et qualitative des ressources en eau superficielle et souterraine, en respect des objectifs de qualité définis dans le troisième SDAGE  du Bassin Adour-Garonne qui couvre la période 2022-2027, approuvé le 10 mars 2022.
La qualité des eaux de baignade et des cours d’eau peut être consultée sur un site dédié géré par les agences de l’eau et l’Agence française pour la biodiversité.

### Climat
Pour des articles plus généraux, voir Climat de la Nouvelle-Aquitaine et Climat de la Dordogne.
Historiquement, la commune est exposée à un climat océanique aquitain.  
En 2020, Météo-France publie une typologie des climats de la France métropolitaine dans laquelle la commune est exposée à un climat océanique et est dans la région climatique  Aquitaine, Gascogne, caractérisée par une pluviométrie abondante au printemps, modérée en automne, un faible ensoleillement au printemps, un été chaud (19,5 °C), des vents faibles, des brouillards fréquents en automne et en hiver et des orages fréquents en été (15 à 20 jours).
Pour la période 1971-2000, la température annuelle moyenne est de 12,7 °C, avec  une amplitude thermique annuelle de 15,1 °C. Le cumul annuel moyen de précipitations est de 832 mm, avec 11,5 jours de précipitations en janvier et 6,8 jours en juillet. Pour la période 1991-2020, la température moyenne annuelle observée sur la station météorologique la plus proche, située sur la commune de Port-Sainte-Foy-et-Ponchapt à 8 km à vol d'oiseau, est de 13,8 °C et le cumul annuel moyen de précipitations est de 809,4 mm,. Pour l'avenir, les paramètres climatiques de la commune estimés pour 2050 selon différents scénarios d’émission de gaz à effet de serre sont consultables sur un site dédié publié par Météo-France en novembre 2022.

## Urbanisme

### Typologie
Au 1er janvier 2024, Saint-Méard-de-Gurçon est catégorisée commune rurale à habitat très dispersé, selon la nouvelle grille communale de densité à 7 niveaux définie par l'Insee en 2022.
Elle est située hors unité urbaine et hors attraction des villes,.

### Occupation des sols
L'occupation des sols de la commune, telle qu'elle ressort de la base de données européenne d’occupation biophysique des sols Corine Land Cover (CLC), est marquée par l'importance des territoires agricoles (68,5 % en 2018), en diminution par rapport à 1990 (69,8 %). La répartition détaillée en 2018 est la suivante : 
zones agricoles hétérogènes (41,4 %), forêts (29,4 %), cultures permanentes (13 %), terres arables (7,6 %), prairies (6,4 %), milieux à végétation arbustive et/ou herbacée (1,1 %), zones urbanisées (1 %). L'évolution de l’occupation des sols de la commune et de ses infrastructures peut être observée sur les différentes représentations cartographiques du territoire : la carte de Cassini (XVIIIe siècle), la carte d'état-major (1820-1866) et les cartes ou photos aériennes de l'IGN pour la période actuelle (1950 à aujourd'hui).

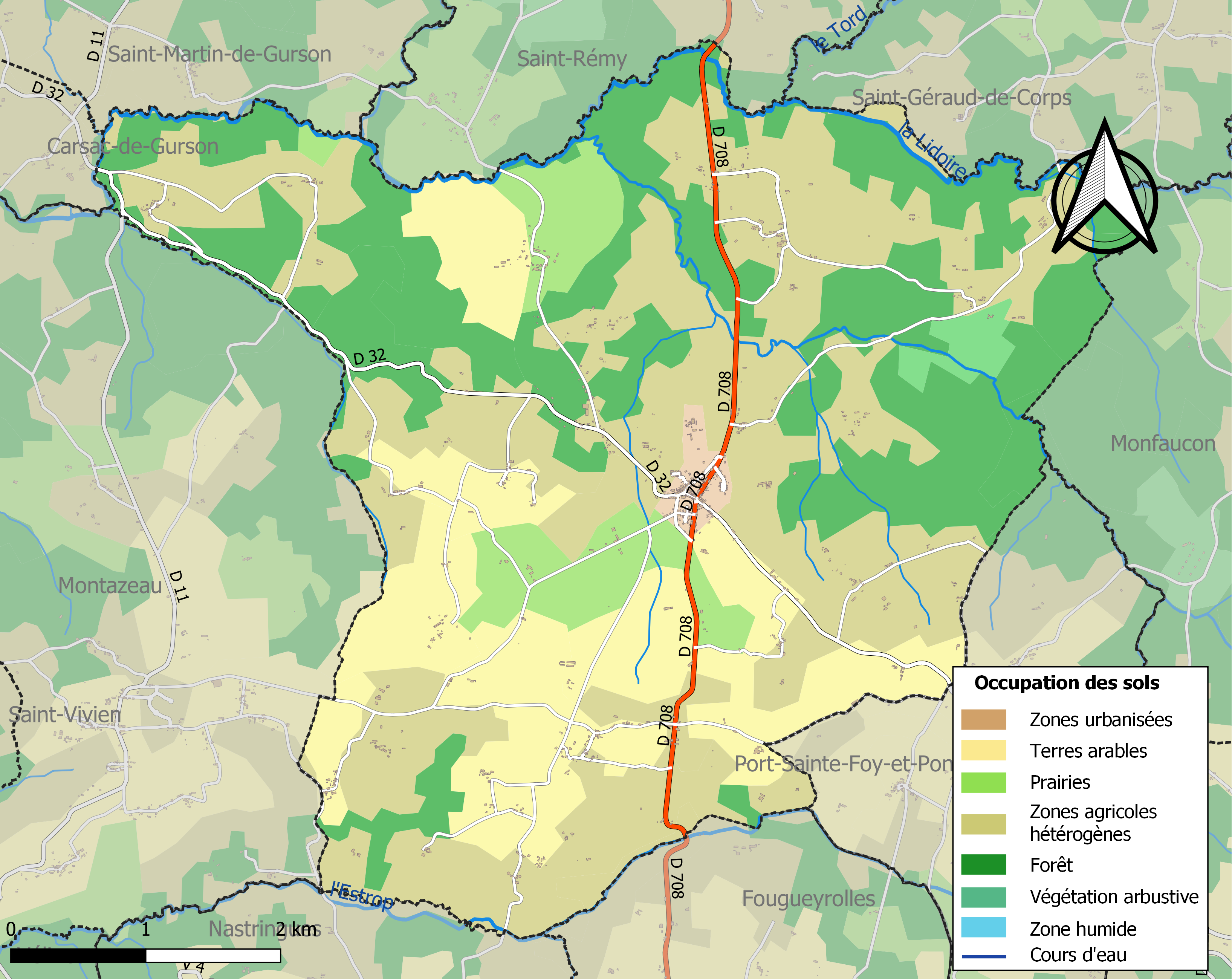
Carte des infrastructures et de l'occupation des sols de la commune en 2018 (CLC).

### Hameaux
Outre le centre urbain, le territoire de la commune comprend de multiples hameaux, comme le Bernagaud, les Bonnins, le Bost, le Brandeau, Bricabot, le Buisson, Carbonnaud, Cavalerie, la Châtaignière, le Cluzeau, les Fonds, Gaillardie, le Grand Billat, l'Houme, le Jard, Jarrige, les Joinies, Laulerie, Marousseau, Monmoreau, les Paysses, Picot, le Petit Paris, les Places ou encore Pourcaud.
La toponymie de plusieurs de ces lieux-dits est étudiée dans le livre Origine des noms de lieux dans le canton de Villefranche-de-Lonchat (2002) : ainsi, Bernagaud serait une déformation de Bernardeau (« fils de Bernard ») ou désignerait un bois de vergnes, « Bonnins » est le nom de ses premiers habitants, « Bost » signifie un bois, « Brandeau » la bruyère, « Bricabot » est un ancien patronyme ou désignerait un sommet ou un fortin gaulois, « Carbonnaud » un ancien village de charbonniers, « Cavalerie » un élevage de chevaux ou un patronyme, « Cluzeau » désigne une cavité, liée dans ce hameau à une fontaine ancienne, « Fonds » est un point bas, « Gaillardie » vient du patronyme Gaillard, « Grand Billat » signifie une grande maison ou ferme, « l'Houme » un ormeau, « Jard » fait référence à une herbe dure ou au chêne, « Jarrige » à des chênes kermès, « Joinies » vient du prénom Joan (Jean), « Laulerie » suscite plusieurs hypothèses (une maison de berger, une fabrique de marmites, un patronyme ou encore un ancien pressoir d'huile de noix) comme « Marousseau » (un mas de couleur jaune ou rousse ou le mas d'un dénommé Rousseau), « Monmoreau » désigne le mont de Moreau, « Paysses » un pâturage, « Petit Paris » vient du patronyme Patrice, Picot (ou Picaud) également d'un patronyme, « Places » est un terrain bien dégagé et « Pourcaud » un élevage de cochons.

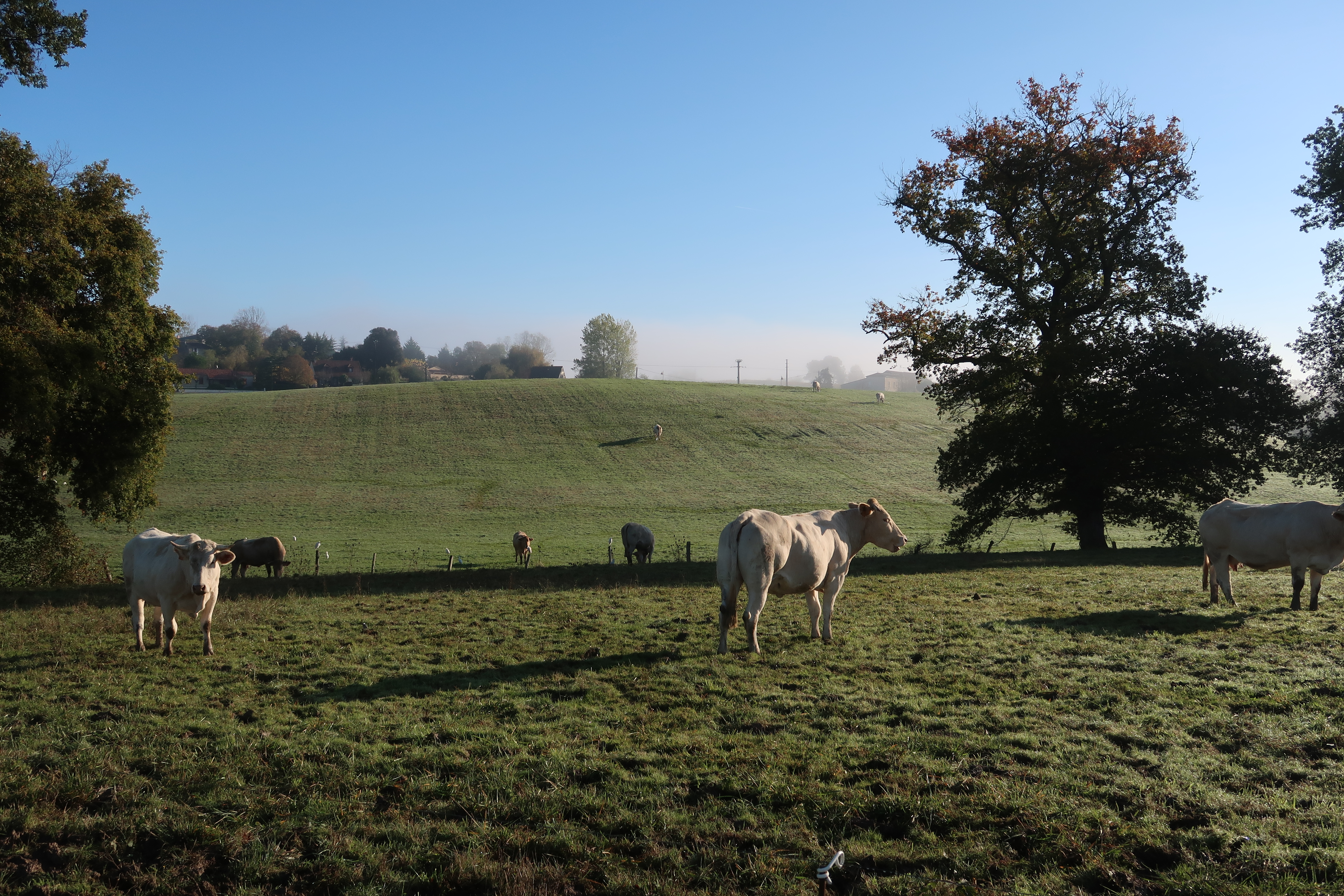
Vaches dans un pré.
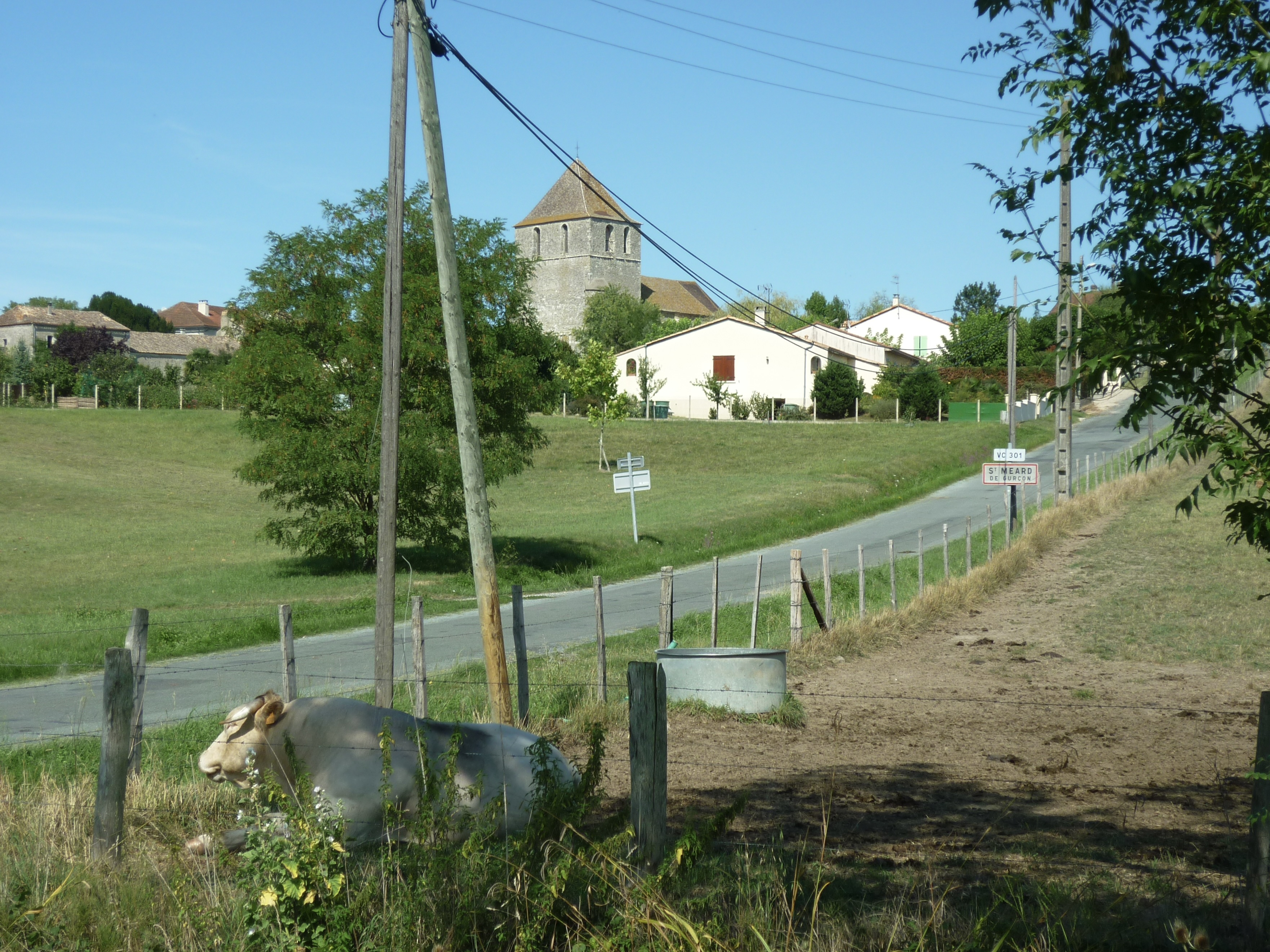
Pré devant le bourg.
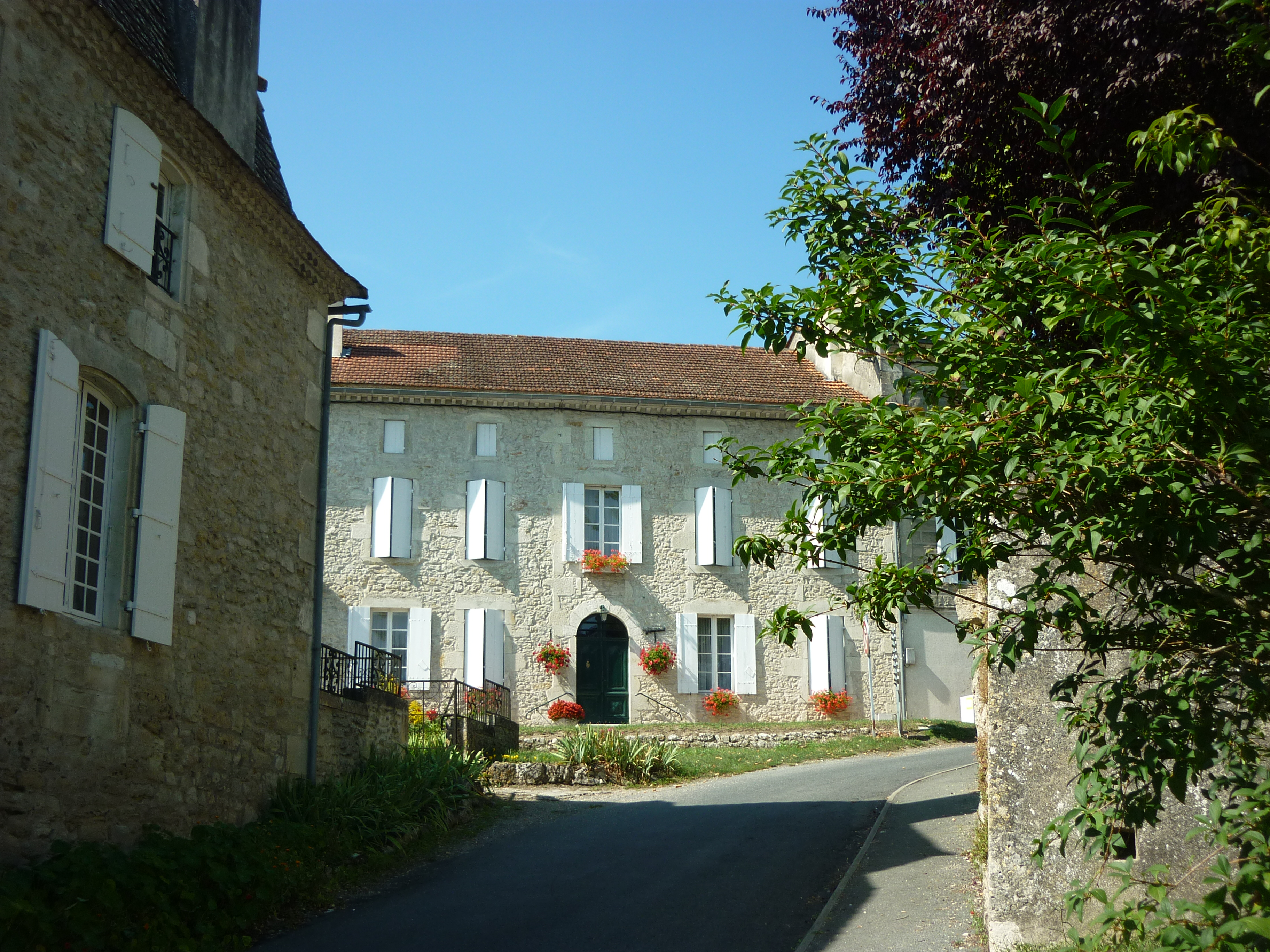
Rue du bourg.

### Prévention des risques
Le territoire de la commune de Saint-Méard-de-Gurçon est vulnérable à différents aléas naturels : météorologiques (tempête, orage, neige, grand froid, canicule ou sécheresse), feux de forêts, mouvements de terrains et séisme (sismicité très faible). Un site publié par le BRGM permet d'évaluer simplement et rapidement les risques d'un bien localisé soit par son adresse soit par le numéro de sa parcelle.
Saint-Méard-de-Gurçon est exposée au risque de feu de forêt. L’arrêté préfectoral du 14 mars 2013 fixe les conditions de pratique des incinérations et de brûlage dans un objectif de réduire le risque de départs d’incendie. À ce titre, des périodes sont déterminées : interdiction totale du 15 février au 15 mai et du 15 juin au 15 octobre, utilisation réglementée du 16 mai au 14 juin et du 16 octobre au 14 février. En septembre 2020, un plan inter-départemental de protection des forêts contre les incendies (PidPFCI) a été adopté pour la période 2019-2029,.

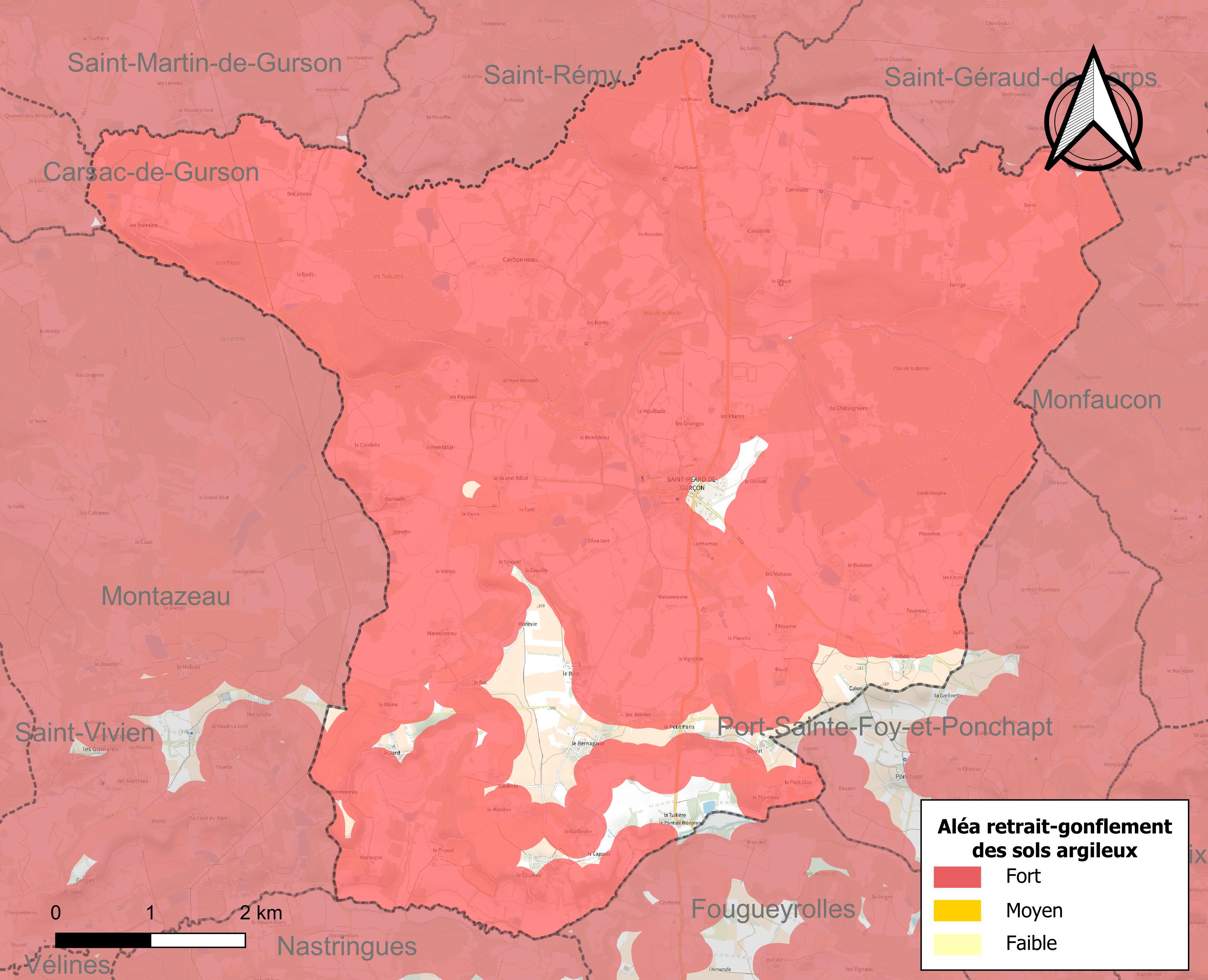
Carte des zones d'aléa retrait-gonflement des sols argileux de Saint-Méard-de-Gurçon.

Les mouvements de terrains susceptibles de se produire sur la commune sont des tassements différentiels. Le retrait-gonflement des sols argileux est susceptible d'engendrer des dommages importants aux bâtiments en cas d’alternance de périodes de sécheresse et de pluie. 93,5 % de la superficie communale est en aléa moyen ou fort (58,6 % au niveau départemental et 48,5 % au niveau national métropolitain). Depuis le 1er octobre 2020, en application de la loi ÉLAN, différentes contraintes s'imposent aux vendeurs, maîtres d'ouvrages ou constructeurs de biens situés dans une zone classée en aléa moyen ou fort,.
La commune a été reconnue en état de catastrophe naturelle au titre des dommages causés par les inondations et coulées de boue survenues en 1982, 1983, 1999 et 2005, par la sécheresse en 1989, 1992, 2005 et 2011 et par des mouvements de terrain en 1999.

## Toponymie
Seules trois communes françaises portent le nom de saint Méard, dont Saint-Méard-de-Drône également en Dordogne et Saint-Méard dans la Haute-Vienne.
En occitan, la commune se nomme Sent Meard de Gurçon.

## Histoire
La commune porte le nom de saint Méard, évêque de Noyon du VIe siècle. Elle est mentionnée la première fois en 1122, sous le nom latin de « Sancti Medardi Abbatiae », soit Saint-Méard-de-l'Abbaye, son premier nom, qui change ensuite pour Saint-Méard-de-l'Abbatial puis Saint-Méard-de-Gurçon.
Le centre urbain s'est développé autour de l'église, de la vieille halle, du lavoir et de plusieurs maisons anciennes.

## Politique et administration

### Rattachements administratifs et électoraux
Dès 1790, la commune de Saint-Méard-de-Gurçon, typographiée Saint Meard de Gurson dans un premier temps, a été le chef-lieu du canton de Saint Meard de Gurson qui dépendait du district de Mussidan jusqu'en 1795, date de suppression des districts. Lorsque ce canton est supprimé par la loi du 8 pluviôse an IX (28 janvier 1801) portant sur la « réduction du nombre de justices de paix », la commune est rattachée au canton de Villefranche-de-Loupchapt — devenu ensuite le canton de Villefranche-de-Lonchat — dépendant de l'arrondissement de Bergerac.
Dans le cadre de la réforme de 2014 définie par le décret du 21 février 2014, ce canton disparaît aux élections départementales de mars 2015. La commune est alors rattachée au canton du Pays de Montaigne et Gurson.

### Intercommunalité
Fin 2001, Saint-Méard-de-Gurçon intègre dès sa création la communauté de communes du Gursonnais. Celle-ci est dissoute au 31 décembre 2012 et remplacée au 1er janvier 2013 par la communauté de communes Montaigne Montravel et Gurson.

### Administration municipale
La population de la commune étant comprise entre 500 et 1 499 habitants au recensement de 2017, quinze conseillers municipaux ont été élus en 2020,.

### Liste des maires

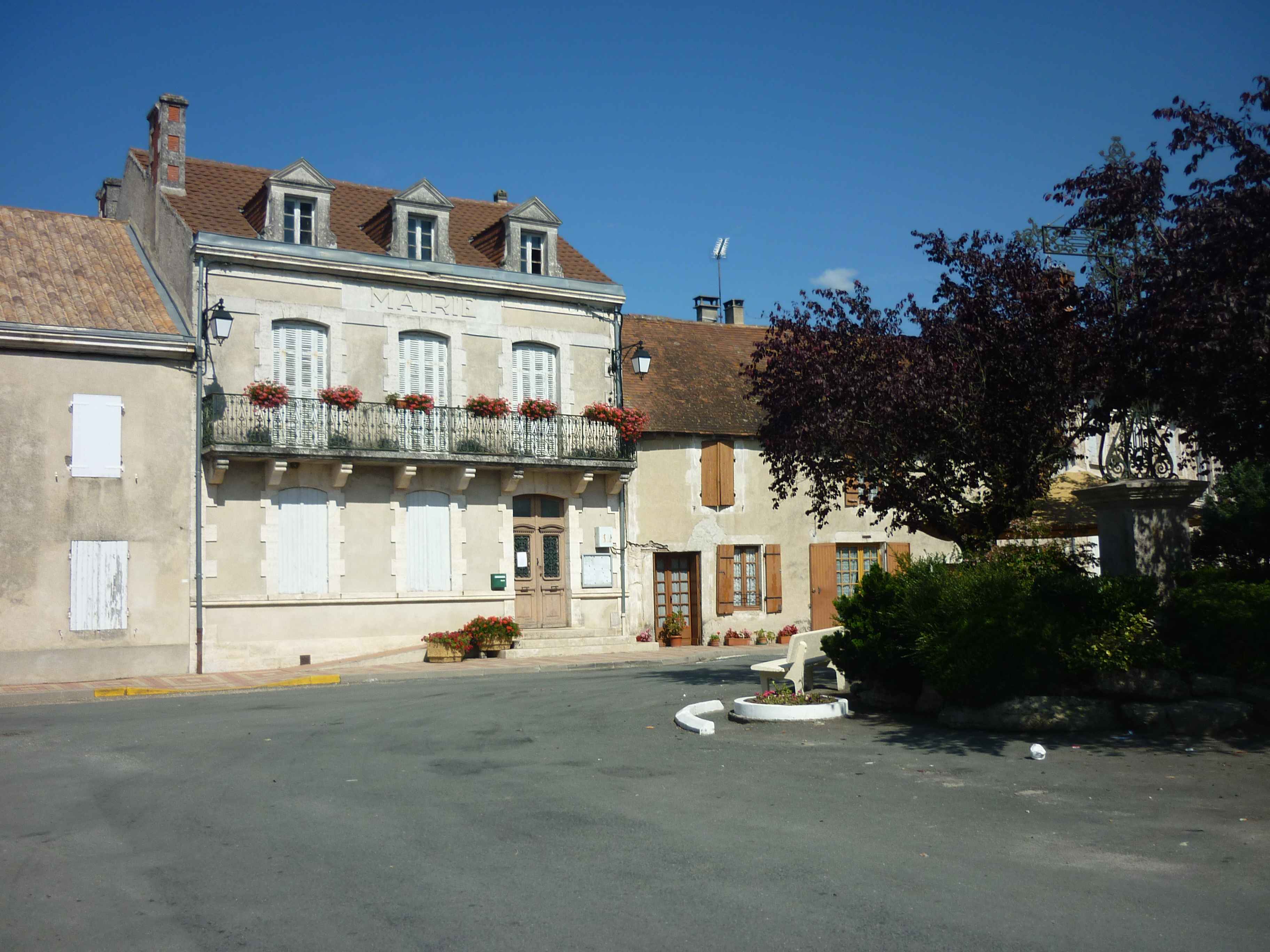
La mairie.

| Période    | Période    | Identité             | Étiquette | Qualité                                             |
| ---------- | ---------- | -------------------- | --------- | --------------------------------------------------- |
| 1793       | 1800       | Baraton              |           |                                                     |
| 1800       | 1823       | Pierre Bonnin        |           |                                                     |
| 1823       | 1824       | Pierre Dambier       |           |                                                     |
| 1824       | 1831       | Jean Molliné         |           |                                                     |
| 1831       | 1837       | Jean Antoine         |           |                                                     |
| 1837       | 1839       | Antoine Michaud      |           |                                                     |
| 1839       | 1848       | Pierre-Paul Durand   |           |                                                     |
| 1848       | 1852       | Pierre Grelon        |           |                                                     |
| 1852       | 1864       | Pierre Dambier       |           |                                                     |
| 1864       | 1884       | Jean-Léon Buisson    |           |                                                     |
| 1884       | 1896       | Pierre Pialoux       |           |                                                     |
| 1896       | 1900       | Pierre Grenier       |           |                                                     |
| 1900       | 1919       | Pierre Pialoux       |           |                                                     |
| 1919       | 1935       | Robert Naud          |           |                                                     |
| 1935       | 1959       | Roger Nouvel         |           | Agriculteur                                         |
| 1959       | 1971       | Georges Peyrat       |           | Agriculteur                                         |
| 1971       | 1977       | Jacqueline Le Métais |           | Pharmacienne                                        |
| 1977       | mars 2001  | Jean Terrade         |           | Expert-comptable                                    |
| mars 2001  | avril 2014 | Monique Viroulaud    | SE        | Sténo-dactylo                                       |
| avril 2014 | mai 2020   | Gérard Bonnamy       |           | Infirmier                                           |
| mai 2020   | En cours   | Cyril Barde          |           | Viticulteur 2e adjoint sous la mandature précédente |

## Équipements et services publics

### Enseignement
En 2023, la commune dispose d'une élémentaire publique, où sont accueillis les élèves de la maternelle au CE2. La commune étant en regroupement pédagogique intercommunal avec Fougueyrolles, les autres élèves de primaire (CM1 et CM2) vont en classe dans cette deuxième commune.

### Justice
En 2023, dans le domaine judiciaire, Saint-Méard-de-Gurçon relève : 
- du tribunal judiciaire, du tribunal pour enfants, du conseil de prud'hommes et du tribunal de commerce de Bergerac ;
- du pôle Nationalité du tribunal judiciaire de Périgueux (compétent uniquement dans le domaine de la nationalité) ;
- de la cour d'appel, du tribunal administratif et de la  cour administrative d'appel de Bordeaux.

### Sécurité
En 2021, huit caméras de vidéoprotection sont installées dans le bourg.

## Population et société

### Démographie
L'évolution du nombre d'habitants est connue à travers les recensements de la population effectués dans la commune depuis 1793. Pour les communes de moins de 10 000 habitants, une enquête de recensement portant sur toute la population est réalisée tous les cinq ans, les populations de référence des années intermédiaires étant quant à elles estimées par interpolation ou extrapolation. Pour la commune, le premier recensement exhaustif entrant dans le cadre du nouveau dispositif a été réalisé en 2006.

En 2022, la commune comptait 801 habitants, en évolution de −0,62 % par rapport à 2016 (Dordogne : +0,37 %, France hors Mayotte : +2,11 %).
| 1793  | 1800  | 1806  | 1821  | 1831  | 1836  | 1841  | 1846  | 1851  |
| ----- | ----- | ----- | ----- | ----- | ----- | ----- | ----- | ----- |
| 1 500 | 1 458 | 1 403 | 1 464 | 1 801 | 1 536 | 1 452 | 1 527 | 1 414 |

| 1856  | 1861  | 1866  | 1872  | 1876  | 1881  | 1886  | 1891  | 1896  |
| ----- | ----- | ----- | ----- | ----- | ----- | ----- | ----- | ----- |
| 1 414 | 1 402 | 1 418 | 1 349 | 1 391 | 1 328 | 1 280 | 1 227 | 1 231 |

| 1901  | 1906  | 1911  | 1921  | 1926  | 1931  | 1936  | 1946  | 1954  |
| ----- | ----- | ----- | ----- | ----- | ----- | ----- | ----- | ----- |
| 1 219 | 1 211 | 1 251 | 1 087 | 1 037 | 1 047 | 1 032 | 1 034 | 1 035 |

| 1962 | 1968 | 1975 | 1982 | 1990 | 1999 | 2006 | 2011 | 2016 |
| ---- | ---- | ---- | ---- | ---- | ---- | ---- | ---- | ---- |
| 877  | 846  | 763  | 776  | 751  | 795  | 804  | 775  | 806  |

| 2021 | 2022 | - | - | - | - | - | - | - |
| ---- | ---- | - | - | - | - | - | - | - |
| 808  | 801  | - | - | - | - | - | - | - |

### Vie locale
Saint-Méard-de-Gurçon compte une école, un pôle santé et des commerces de proximité essentiels (boulangerie, pharmacie, coiffeur, épicerie, tabac-presse). Plusieurs artisans, dans différents corps de métiers, participent à la vie économique du village.
La commune dispose aussi d'une salle des fêtes, rénovée en 2011.
De nombreuses activités sociales et de loisir sont organisées au fil de l'année (Floralies, marchés gourmands, soirées à thème, etc.). La vie locale s'exprime aussi par le biais de plusieurs associations (amicale des pompiers, comité des fêtes, aînés, cabaret, théâtre, danse, chorale, chasse, amicale des pompiers).

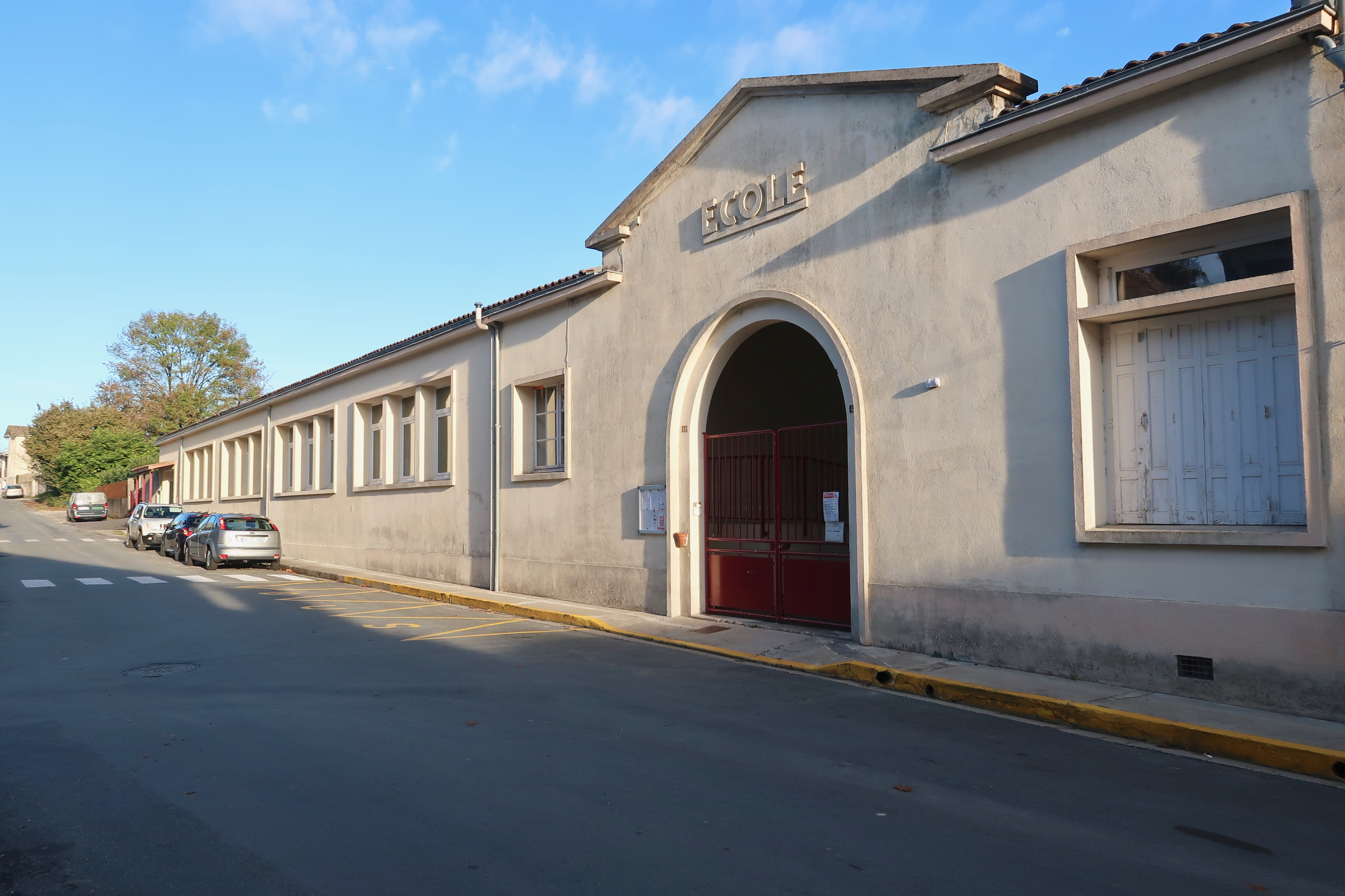
L'école.
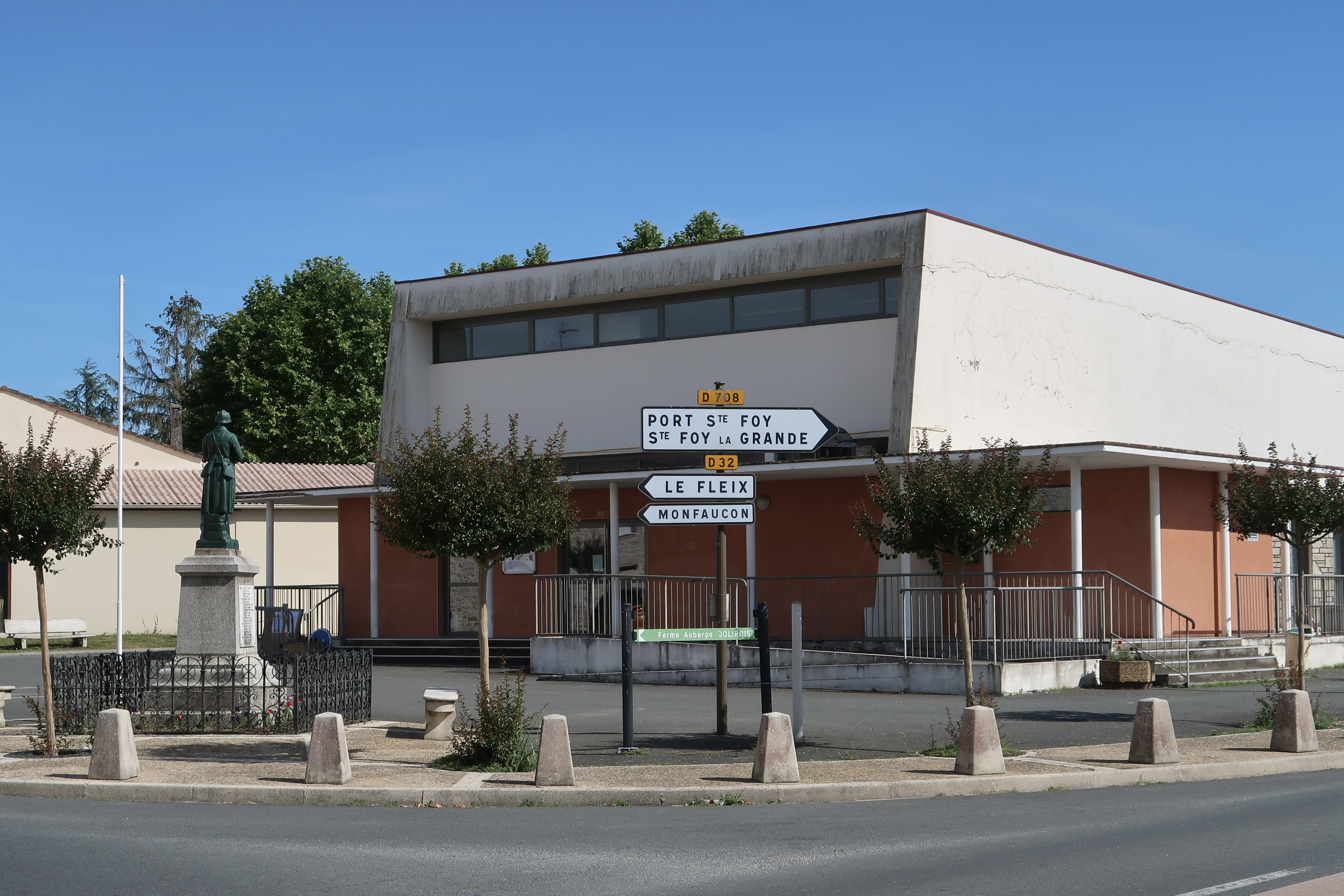
La salle des fêtes.

### Sport
La commune compte un terrain de football de 6 600 m2, créé au lieu-dit des Places dans les années 1980-1990. Par ailleurs, un terrain multisports est aménagé en 2018 près de l'école.
Au printemps, la course nature de Montravel propose plusieurs parcours : courses de 11 et 21 km, marche nordique et randonnée pédestre (7e édition en 2017).
La commune compte un centre équestre créé en 1990 (écuries Saint-Méaroises, dans le bourg) et un golf (vers le hameau Le Cluzeau). Il y a aussi plusieurs associations sportives (tai-chi, football, Pilates, cyclisme marche et course).

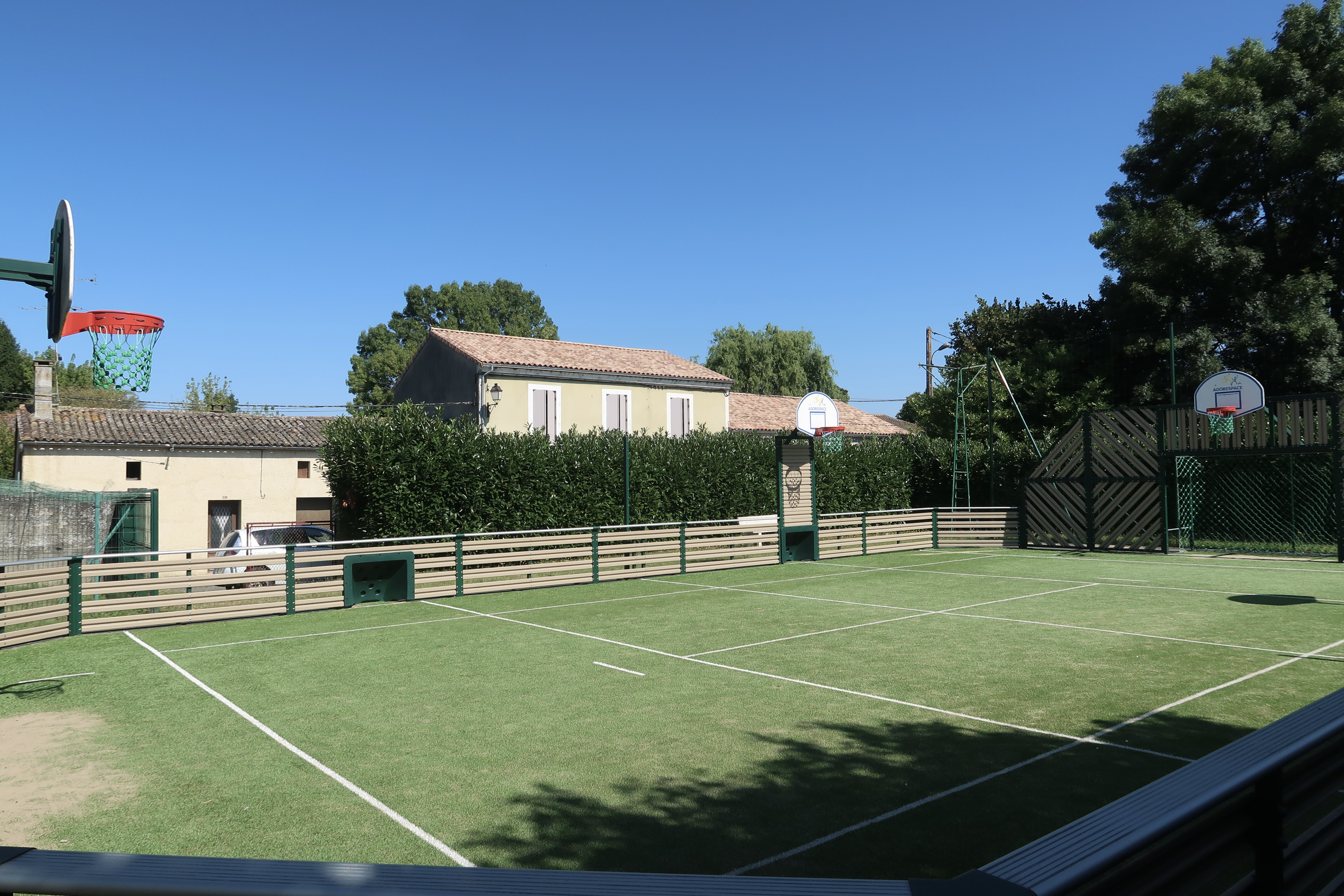
Terrain multisports.
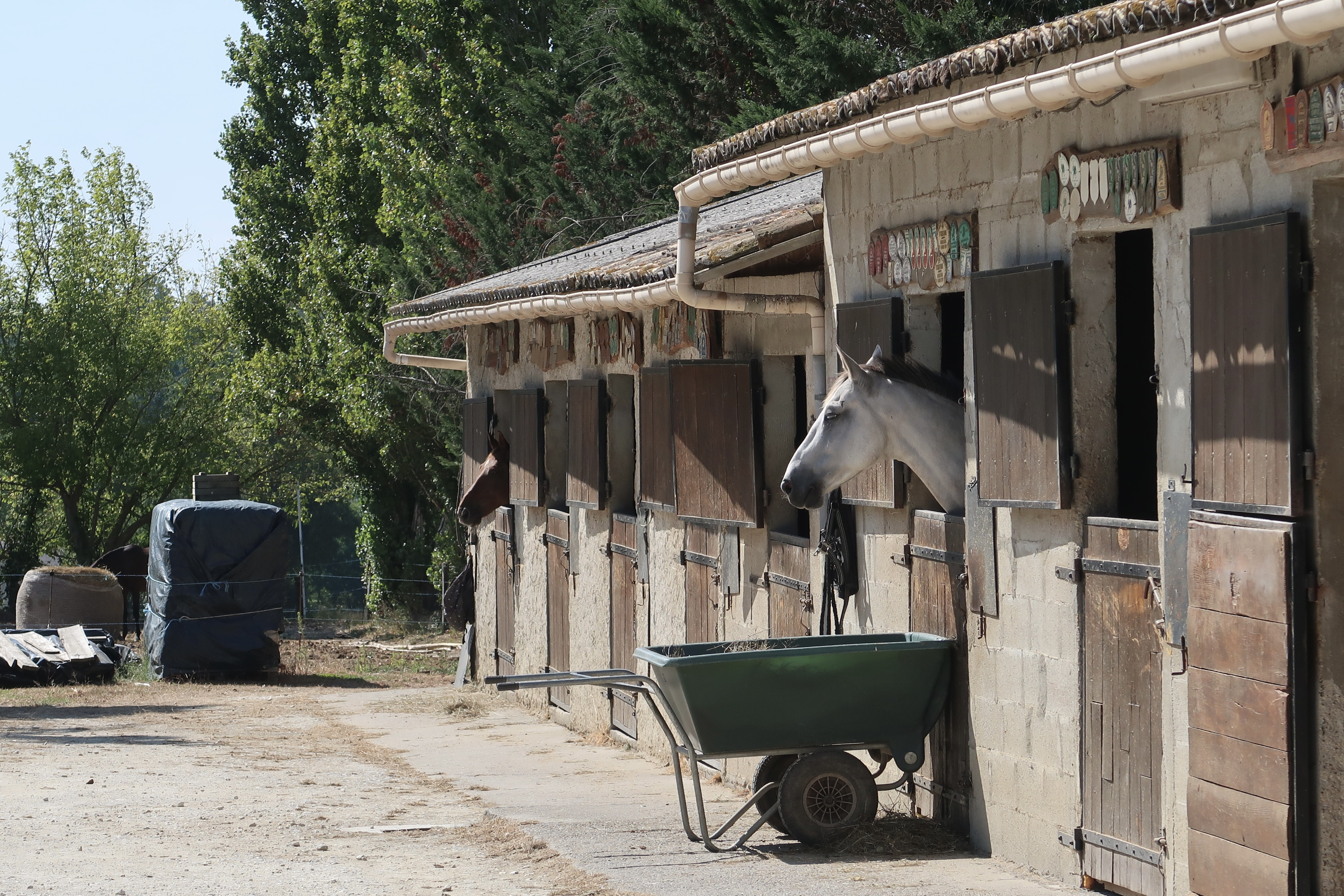
Centre équestre.
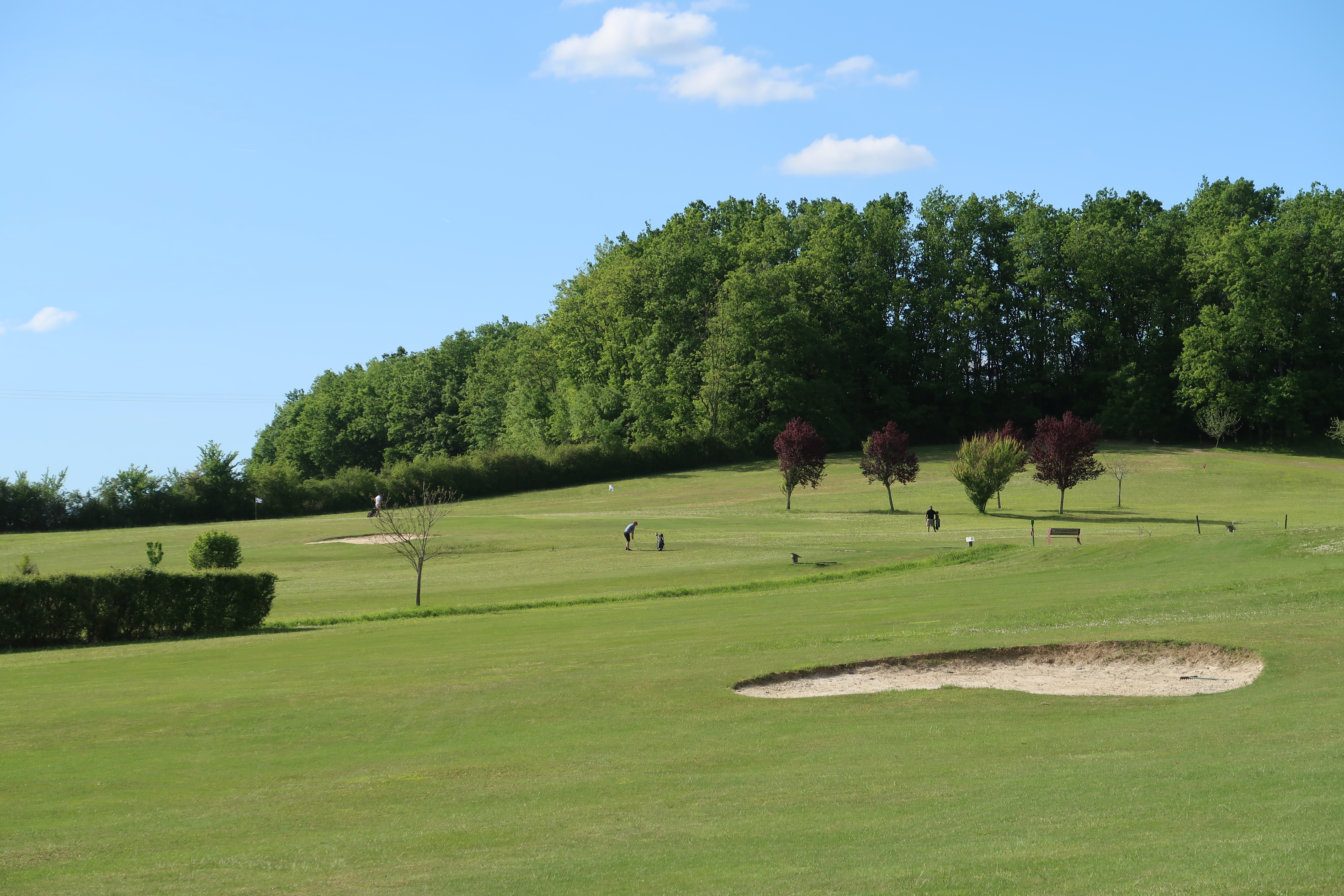
Golf.

### Manifestations culturelles et festivités
Début mai, des floralies se tiennent dans le bourg avec marché artisanal et vide-greniers (24e édition en 2025).
En 2017, en vue de la Journée internationale des forêts, une centaine d'arbres (« charme, chêne rouge, châtaignier... ») sont plantés en aval du bourg par des élèves du collège-lycée agricole du Cluzeau situé à Sigoulès. Un partenariat est noué avec l'école de Saint-Méard-de-Gurçon, dont les élèves sont individuellement chargés de parrainer un arbre, donnant à chacun un nom, obtenant ses coordonnées GPS et étant invités à s'en occuper durant toute leur vie.

## Économie

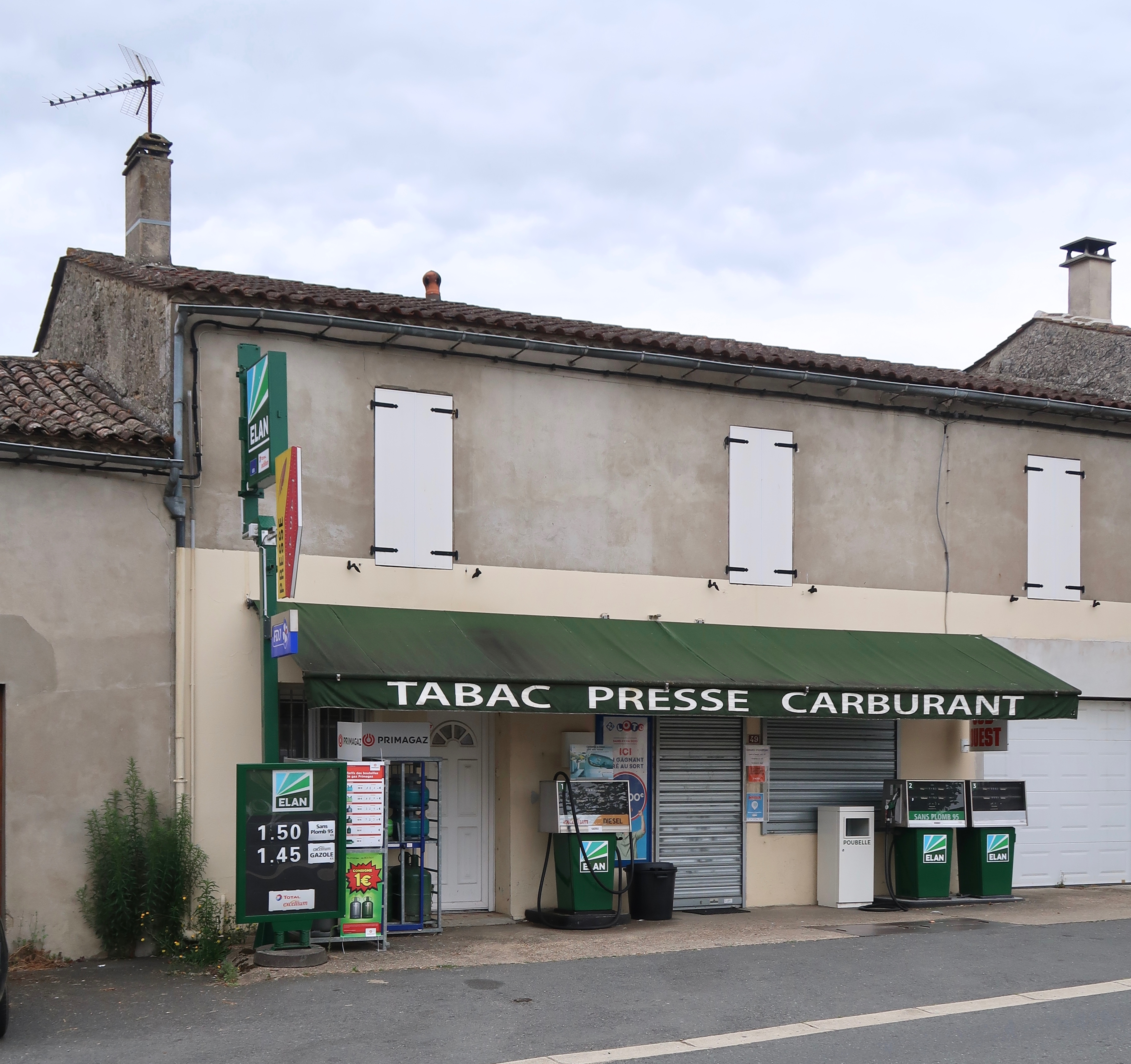
Tabac-presse-carburant, route de Montpon.

Sur les terres communales pousse du raisin destiné à produire du vin d'appellation d'origine contrôlée bergerac et montravel,.
On compte, parmi les commerces présents : une pharmacie, deux restaurants, une épicerie-buvette, une boulangerie-pâtisserie, un traiteur, un salon de coiffure, un tabac-presse-loto-carburants et un garage de réparation automobile.
Un petit marché est installé chaque mardi matin devant la salle des fêtes.

### Emploi
En 2015, parmi la population communale comprise entre 15 et 64 ans, les actifs représentent 339 personnes, soit 42,7 % de la population municipale. Le nombre de chômeurs (quarante-trois) a légèrement diminué par rapport à 2010 (quarante-quatre) et le taux de chômage de cette population active s'établit à 12,8 %.

### Établissements
Au 31 décembre 2015, la commune compte 97 établissements, dont quarante-neuf au niveau des commerces, transports ou services, vingt-trois dans l'agriculture, la sylviculture ou la pêche, treize dans la construction, six relatifs au secteur administratif, à l'enseignement, à la santé ou à l'action sociale, et six dans l'industrie.

### Transports

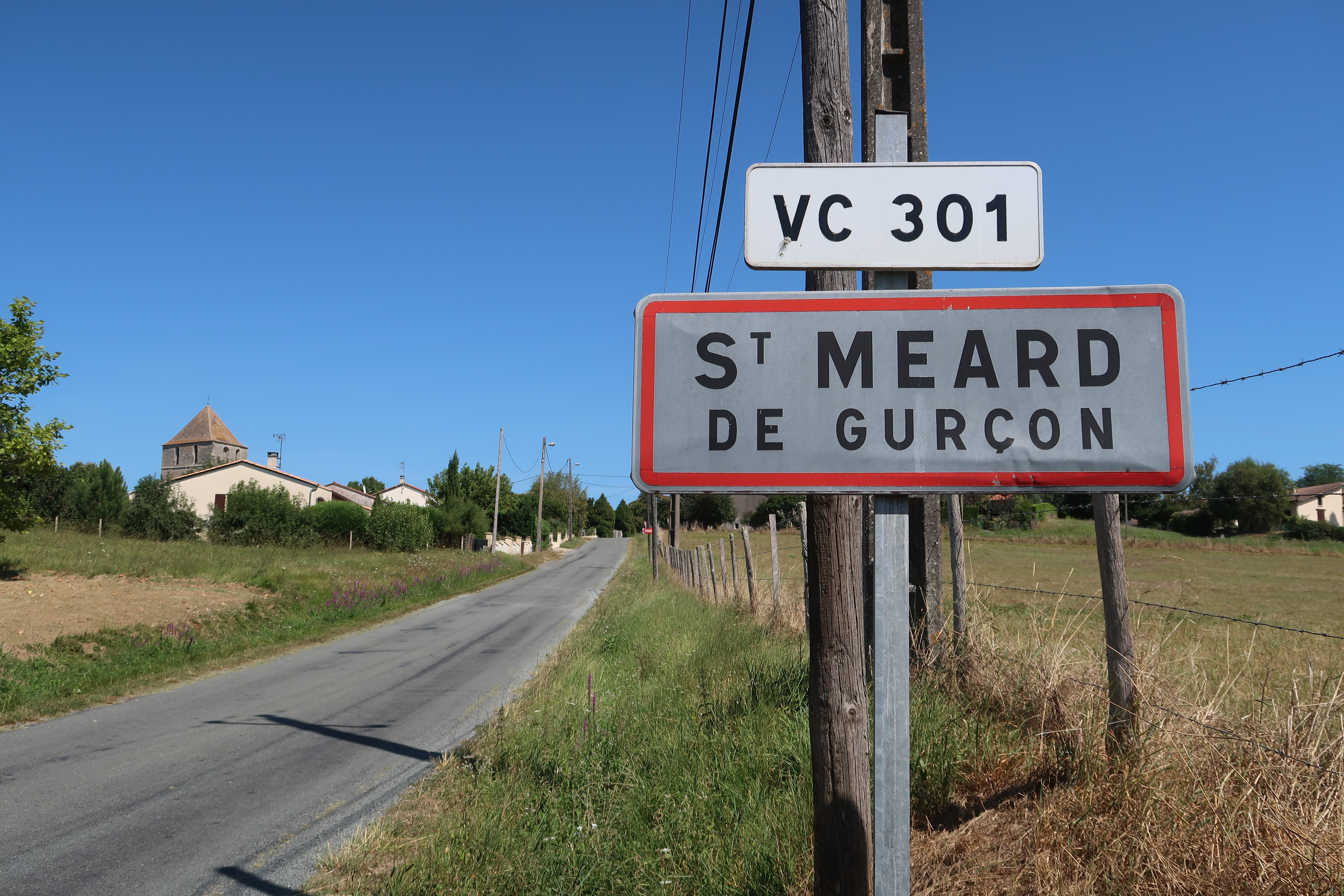
Plaque à l'entrée du bourg.

Saint-Méard-de-Gurçon est à l'intersection de la D32 et de la D708 et se trouve à 10 km d'un accès à l'A89,.
L'adressage des voies de la commune et leur dénomination sont décidés en 2021, la pose des plaques de signalisation ayant lieu l'année suivante.
Depuis décembre 2017, le village met gratuitement à disposition des véhicules électriques de passage mais pas en séjour, aux heures ouvrables, deux prises de courant 230V/10A situées sous la halle pour les recharges occasionnelles ; place réservée le long de l'église.

## Culture locale et patrimoine

### Lieux et monuments
Dans le bourg
- L'église Saint-Médard, au centre du bourg. En 1098-1099, elle est donnée à l'abbaye de Baignes et en 1122 aux Bénédictins d'Uzerche. Des travaux ont lieu aux XVe et XVIe siècles. Peu d'éléments d'origine subsistent, l'église ayant été reconstruite au XIXe siècle ; elle est inaugurée en 1866[72].
Le tympan du porche, sculpté, est en partie détruit ; il y figure un personnage et un ange qui porte un phylactère à inscription gothique. Le clocher est massif, de forme carrée, animé par le cri caractéristique des choucas des tours. L'église est inscrite aux monuments historiques par arrêté du 25 février 1974[73]. En 2022-2024, elle fait l'objet d'une campagne de restauration, aidée par la Fondation du patrimoine[74].
En face de l'entrée est installée une statue de la Vierge à l'Enfant.

Église
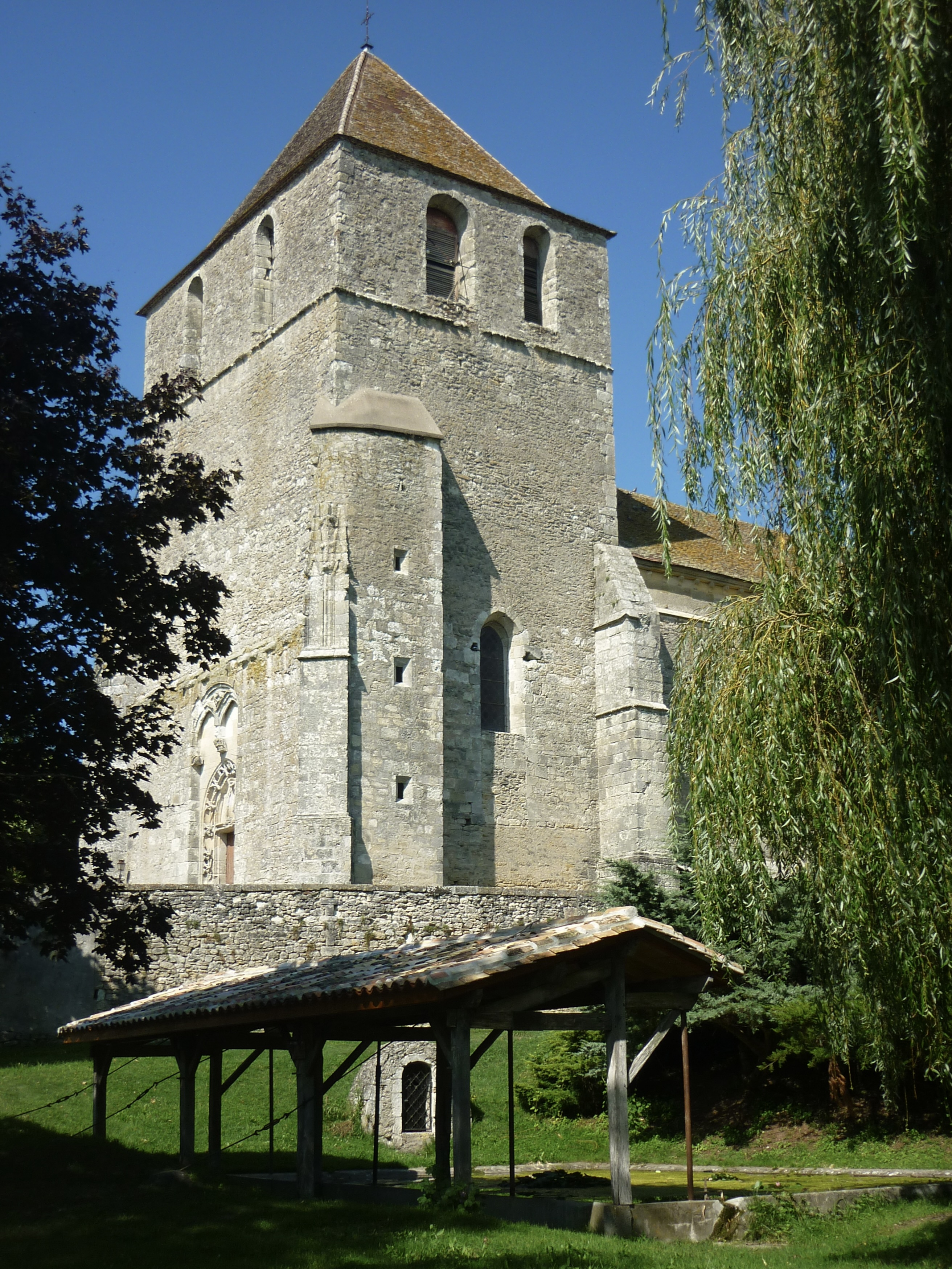
L'église vue du lavoir.
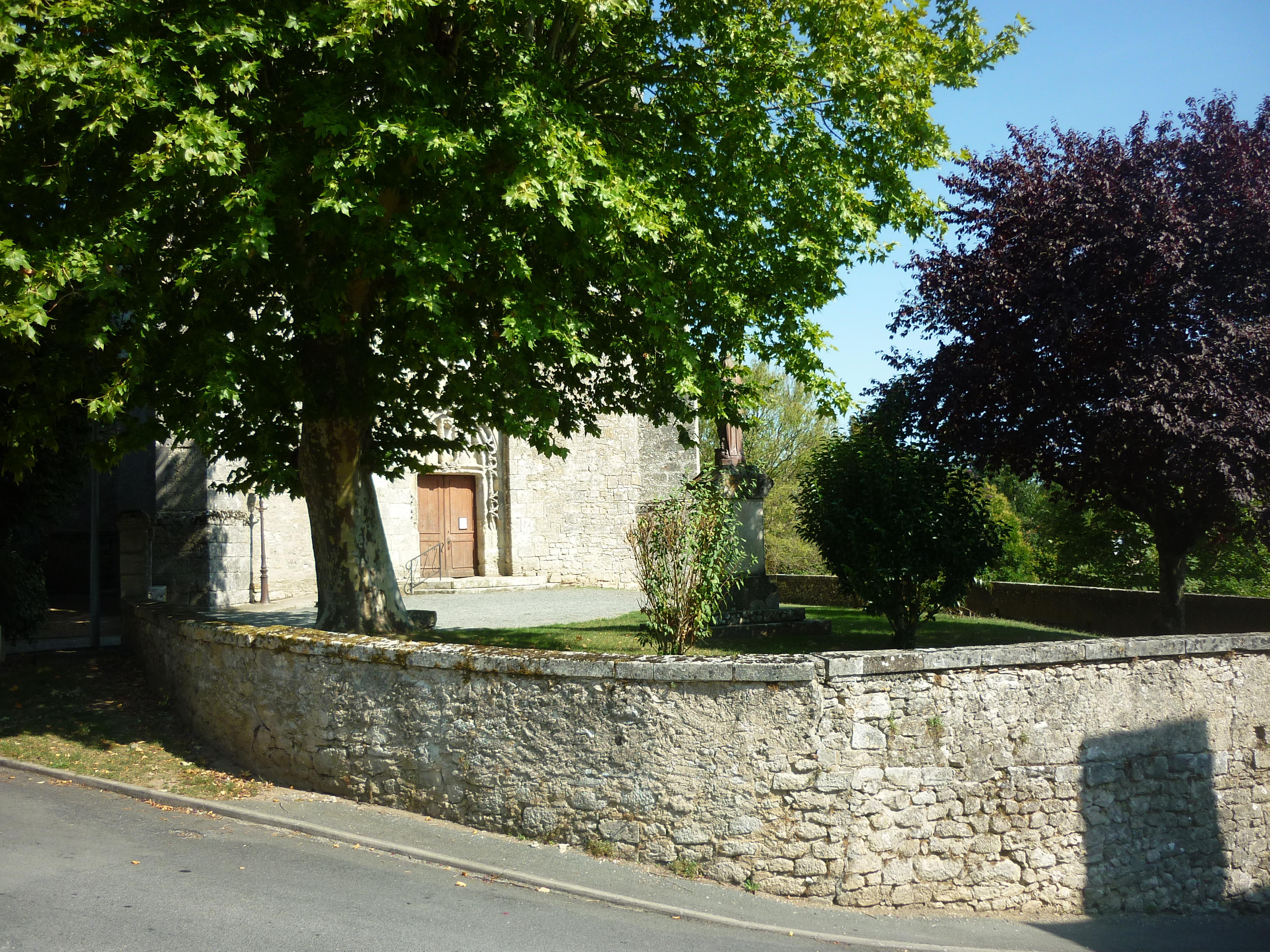
Accès arboré.
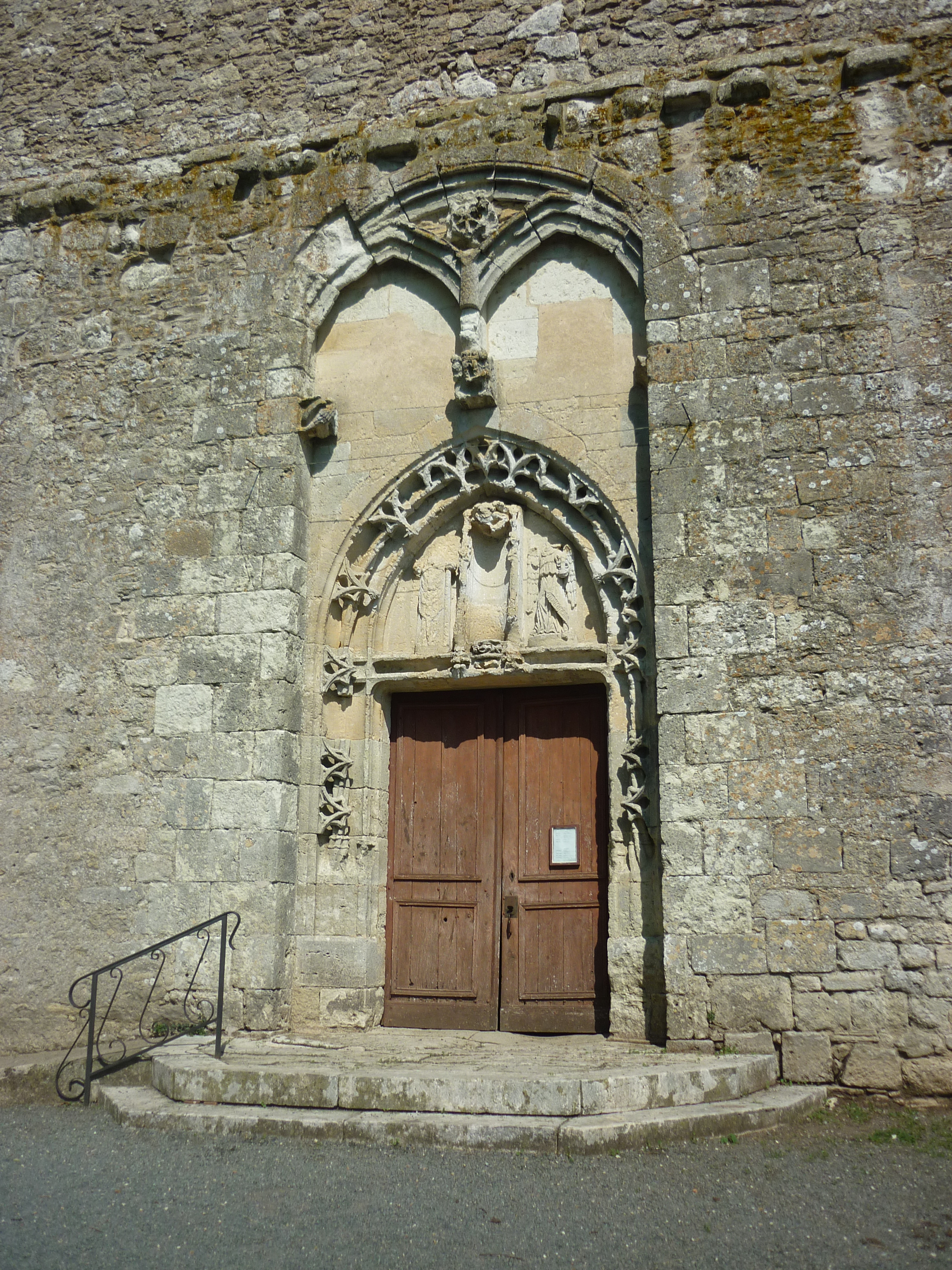
Le portail.
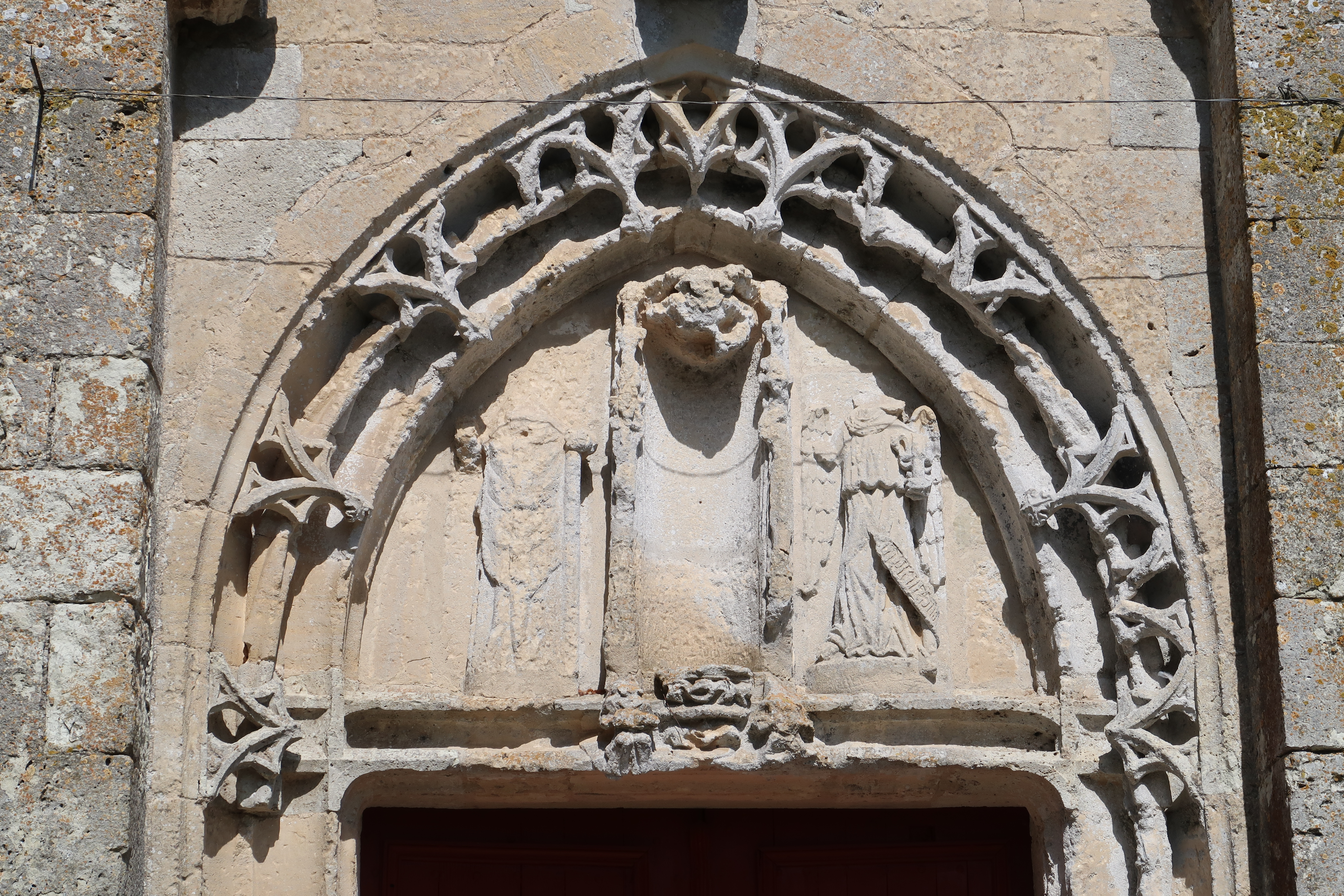
Détail du tympan.
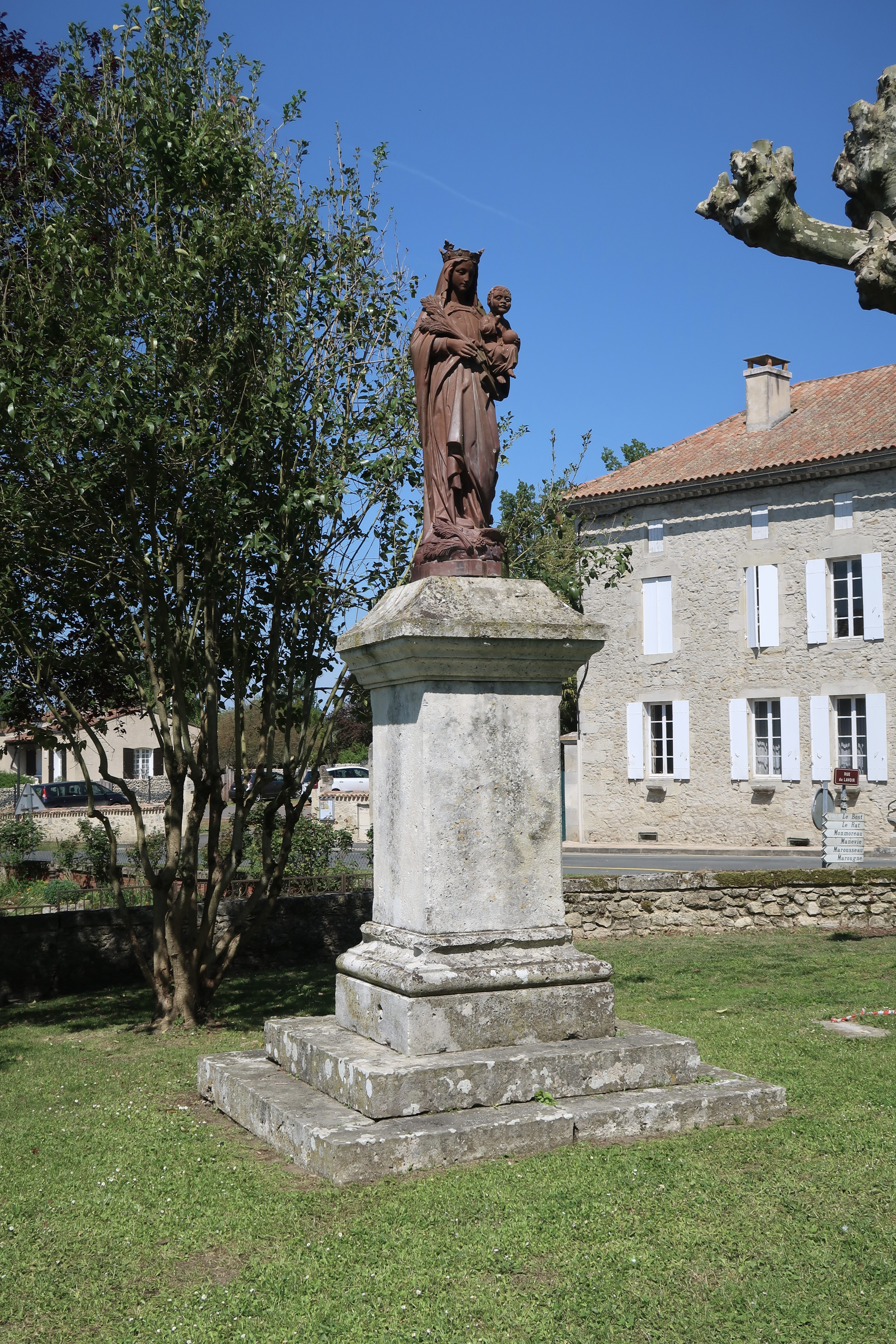
Statue de la Vierge à l'Enfant.

- L'ancien presbytère, datant de 1750, est une bâtisse à la façade symétrique, dotée d'un escalier extérieur à deux volées qui dessert l'étage principal. En 2019, il est réaménagé en pôle santé[1],[75].
- Devant la mairie a longtemps été installée une croix monumentale en métal. En 2022, dans le cadre d'un réaménagement du bourg, elle est déplacée dans le cimetière[76].
- Le lavoir, la halle et le cimetière.
- La statue du monument aux morts, œuvre d'Étienne Camus, représente le Poilu au repos.

Autres bâtiments
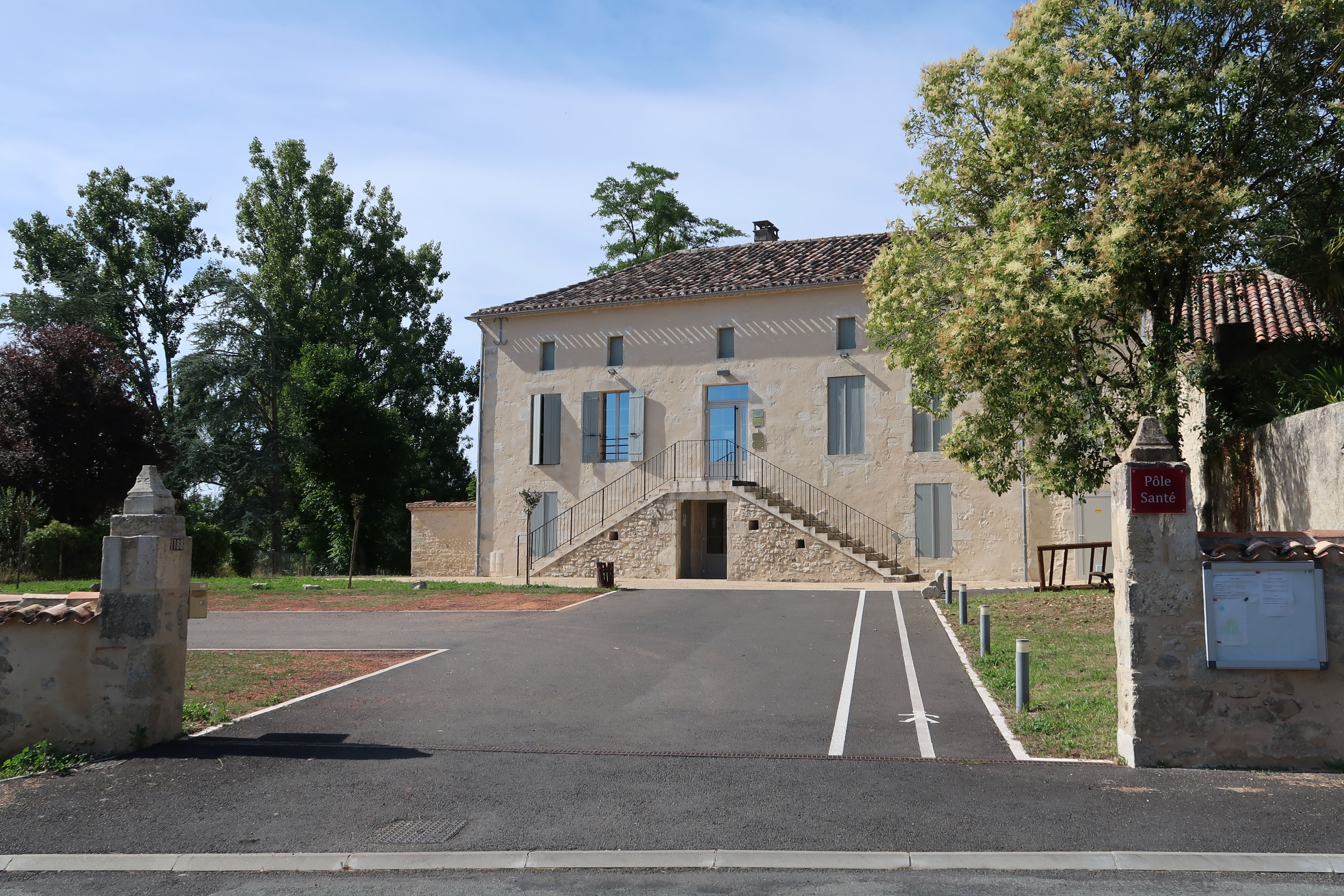
L'ancien presbytère.
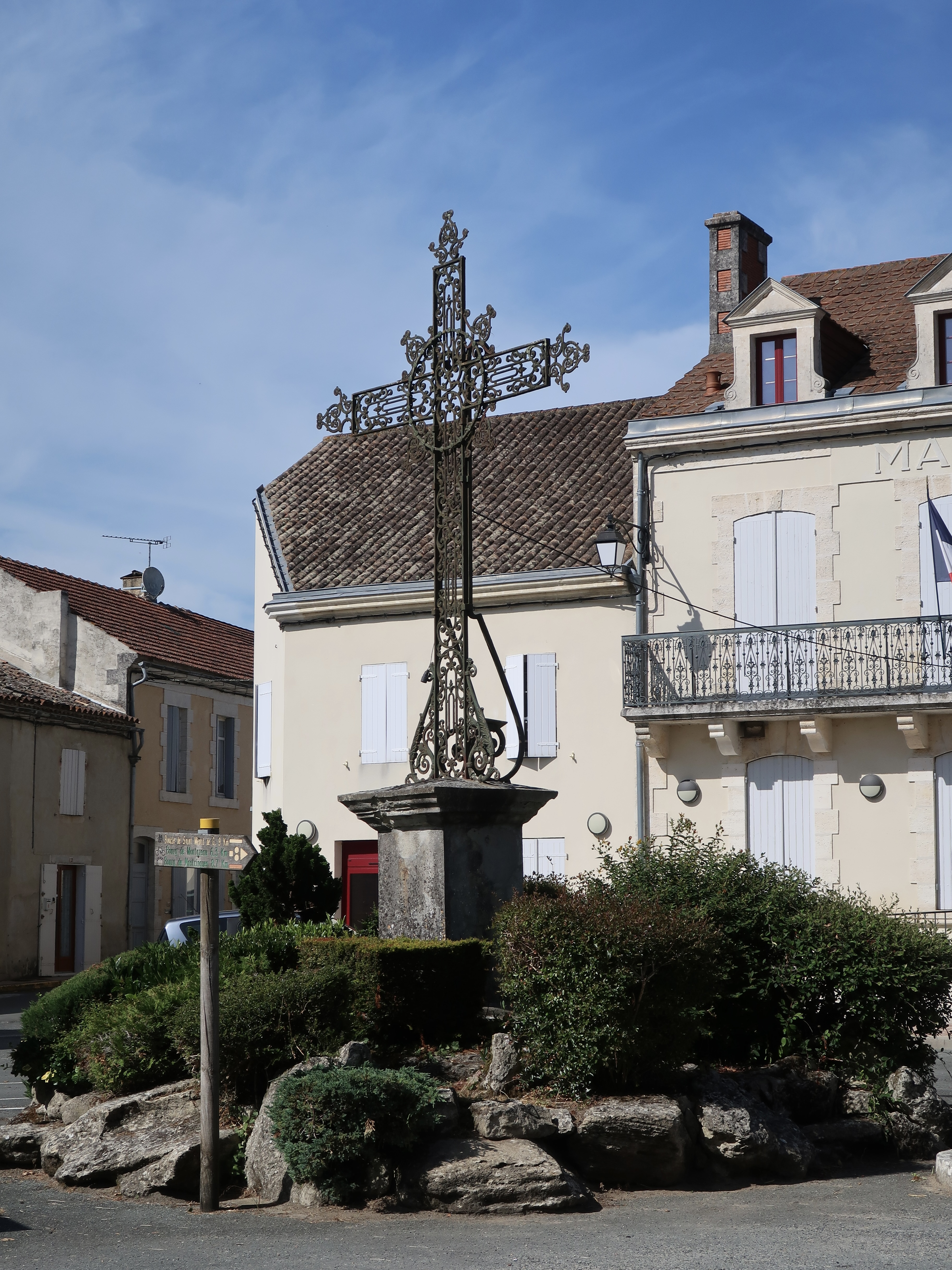
La croix.
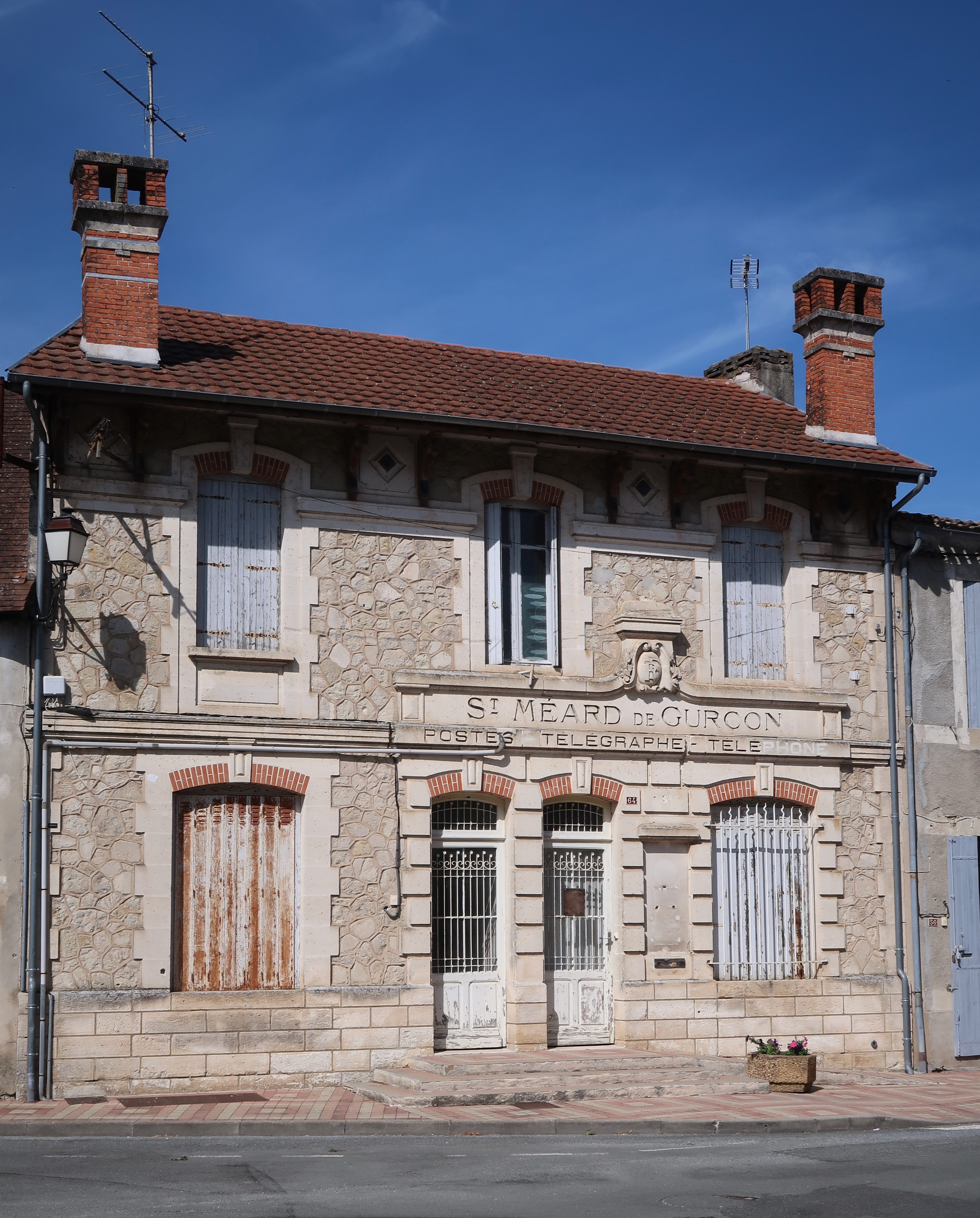
L'ancien bureau de poste.
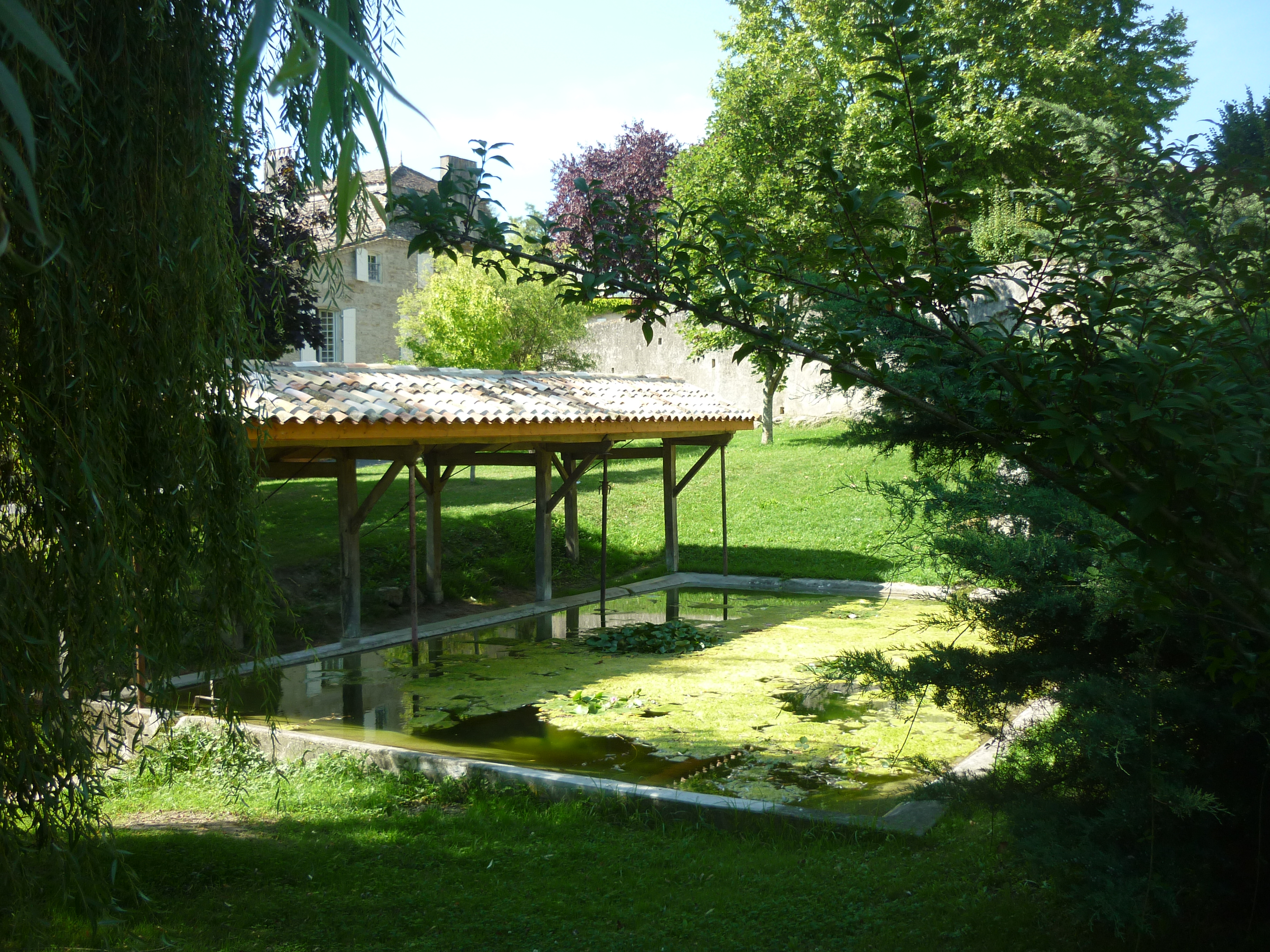
Le lavoir.
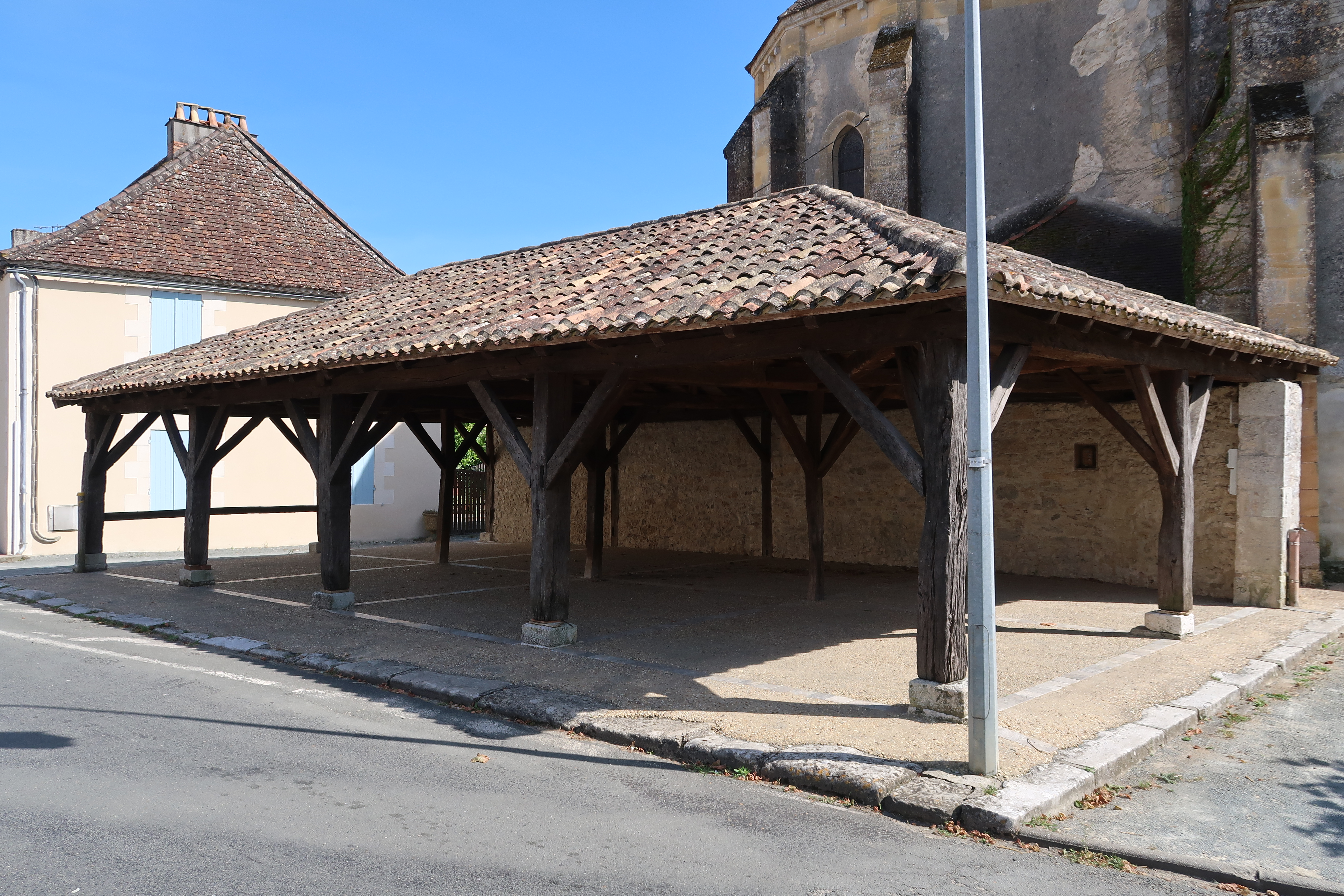
La halle, adossée à l'église.
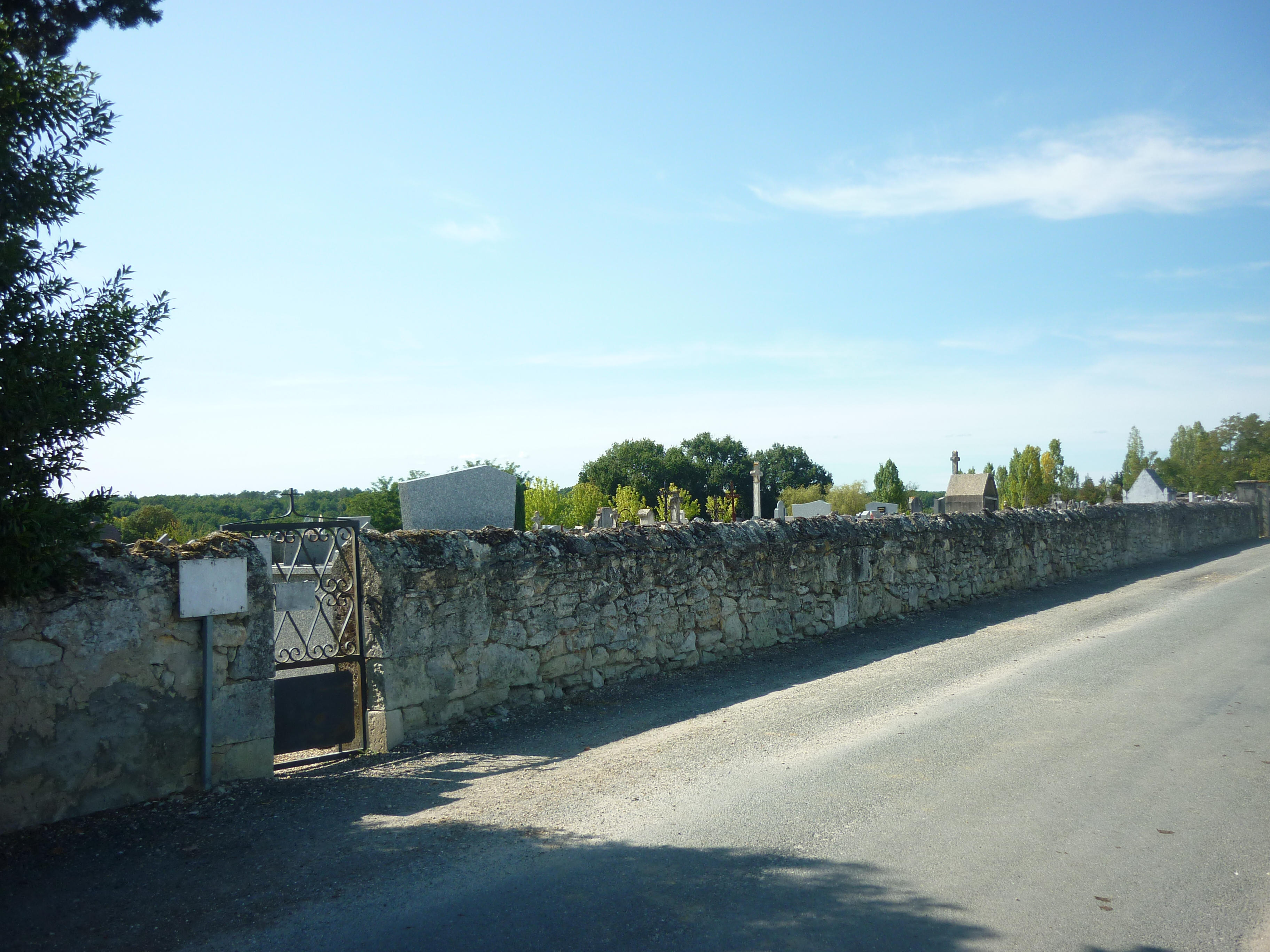
Le cimetière.
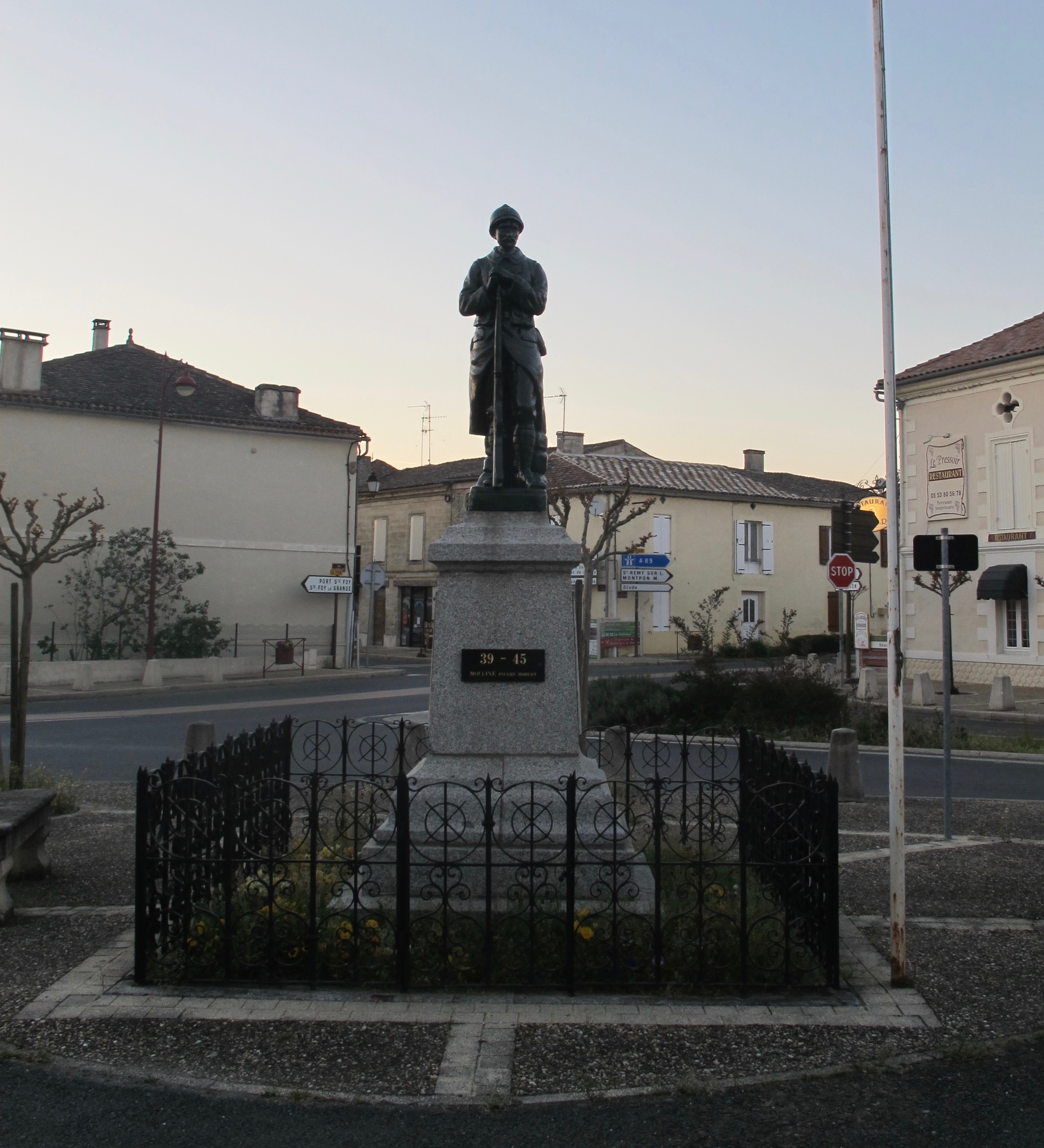
Le monument aux morts.

Hors du bourg
- Château de Cavalerie-Gravat, ou château de Gravat[77], fin XVIIIe siècle, qui possède une collection d'agrumes (orangers, citronniers, pomélos, mandariniers...). Intéressant exemple de propriété d'agrément et de rapport (vigne) construite vers 1780.
- Chartreuse de La Coquille[78].
- Château du Raz[78].
- « Château » du Bost[78].
- Anciens moulins à vent[78].

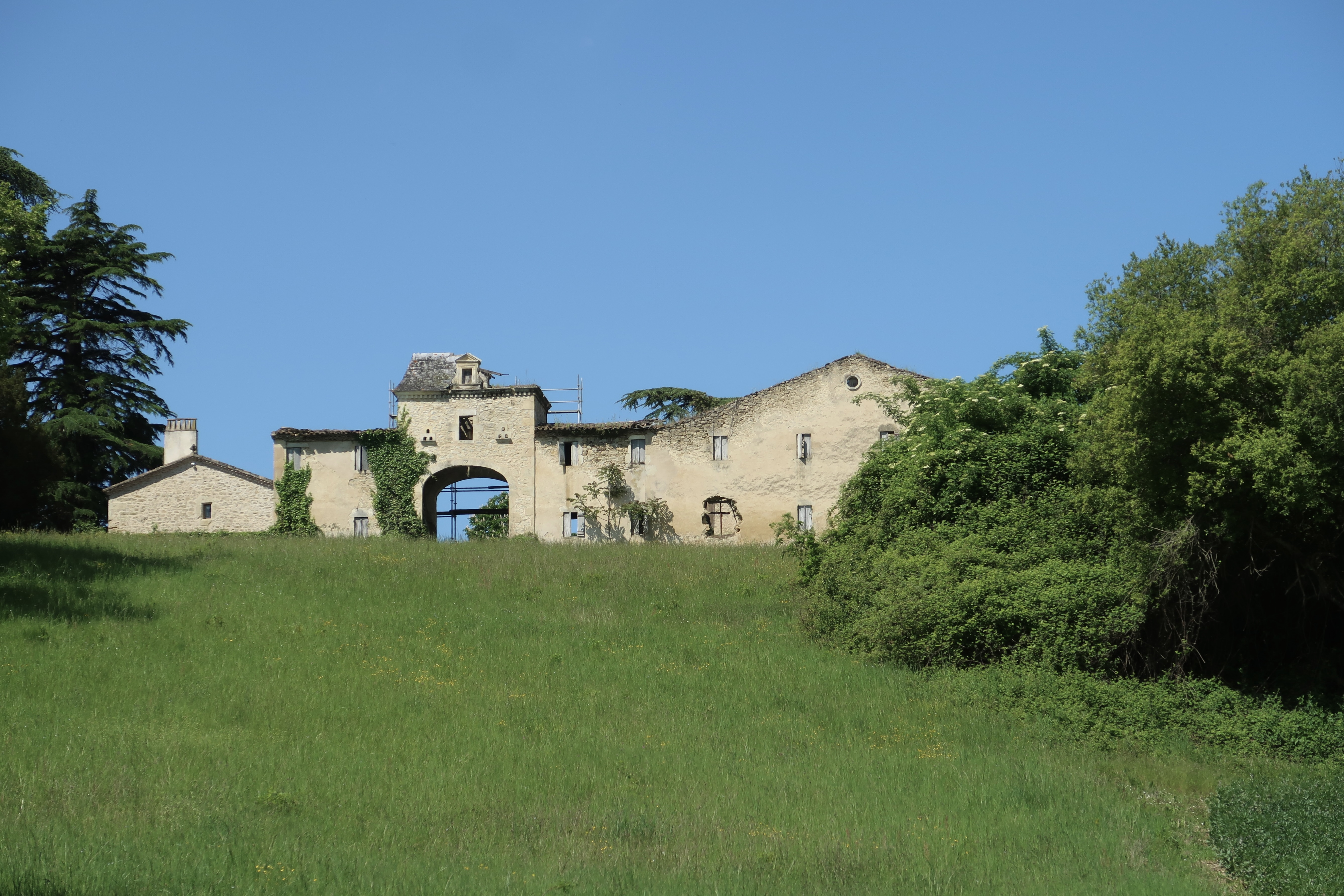
Le Bost.
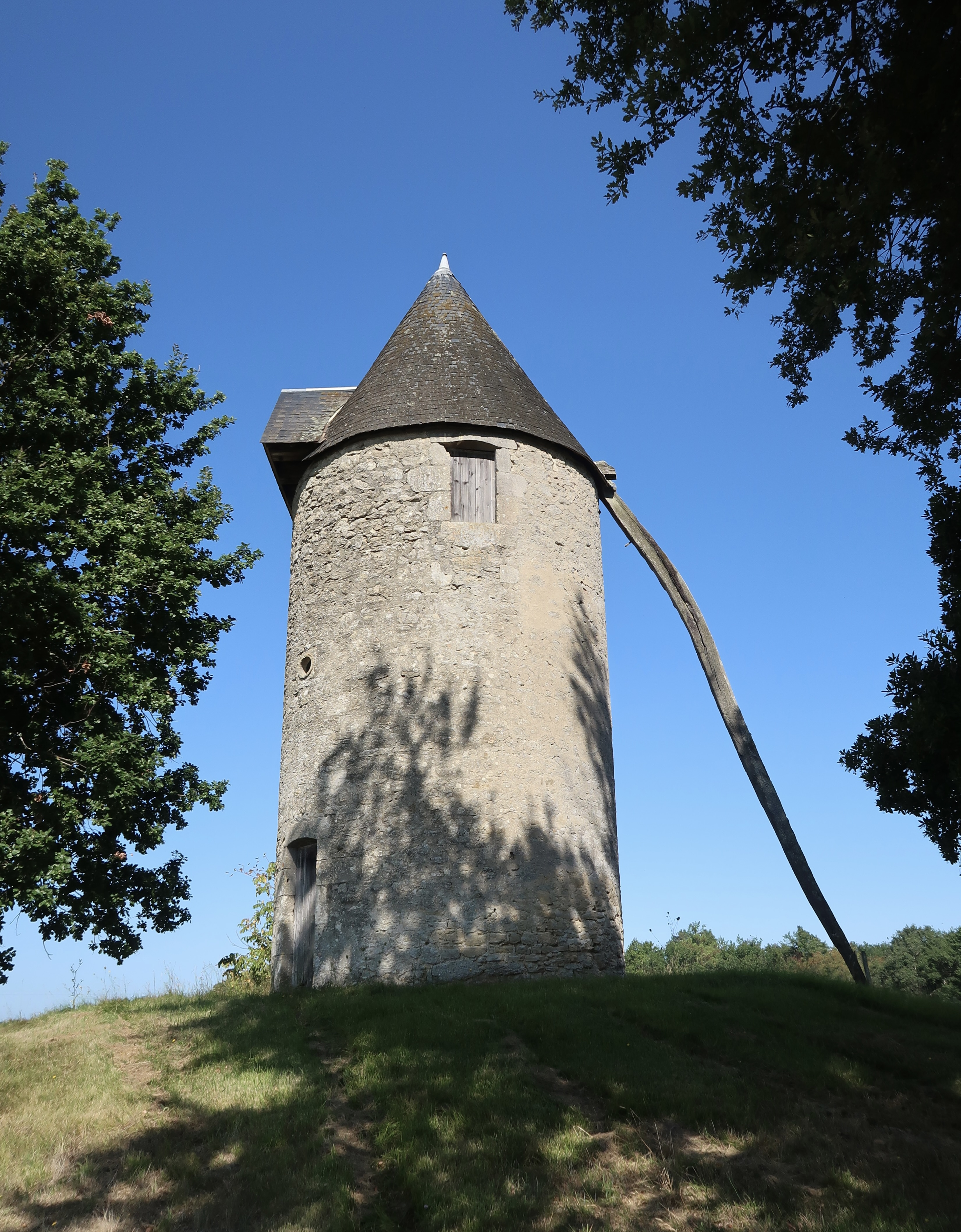
Ancien moulin à vent.
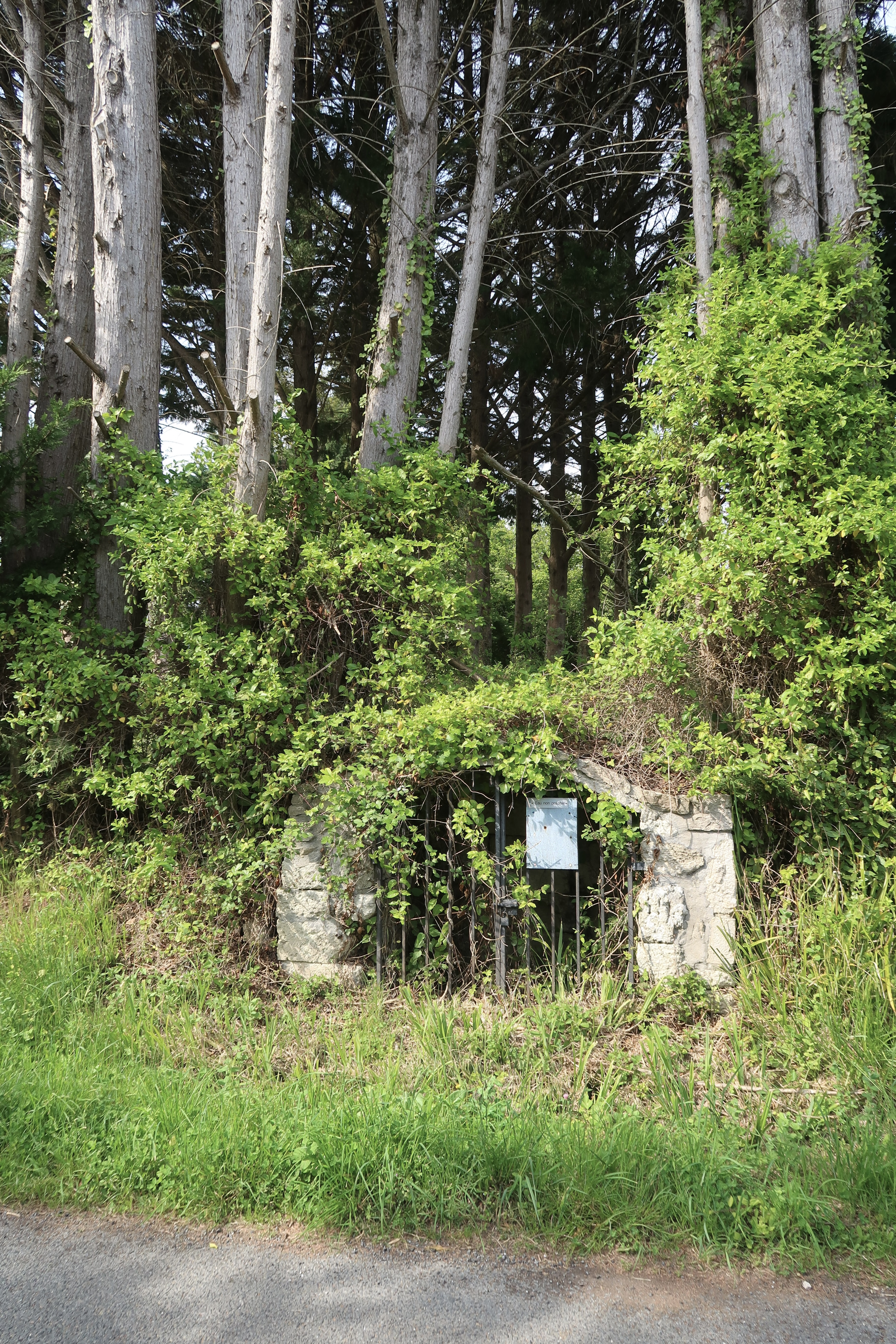
Fontaine, route du Bernagaud.

### Personnalités liées à la commune
- Simon Baraton (1760-1830), officier public, huissier et greffier de justice, a tenu un livre-journal sur l'histoire de la commune[79].

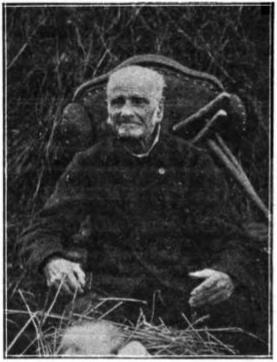
Jean Pignot, considéré comme le doyen des Français en 1906.

- Jean Pignot (1800-1906), tailleur de pierre né à Saint-Méard-de-Gurçon le 15 février 1800 et mort à Montpon, était considéré comme le doyen des Français en 1906[80].

### Héraldique
| Blason de Saint-Méard-de-Gurçon | Blason  | Écartelé : au 1er d'or à quatre pals de gueules, au 2e de gueules à la gerbe de blé d'or liée de sable, au 3e de gueules au bosquet de sept arbres sur une terrasse isolée au naturel, au 4e d'or à deux vaches de gueules, accornées, onglées, accolées et clarinées d'azur, passant l'une au-dessus de l'autre. |
| Blason de Saint-Méard-de-Gurçon | Détails | Le statut officiel du blason reste à déterminer. |

## Pour approfondir